# 현대 투싼
현대 투싼(Hyundai Tucson)은 대한민국의 종합 자동차 회사인 현대자동차의 준중형 스포츠 유틸리티 자동차이다.

## 1세대(JM)

### 투싼(2004년3월~2009년8월)

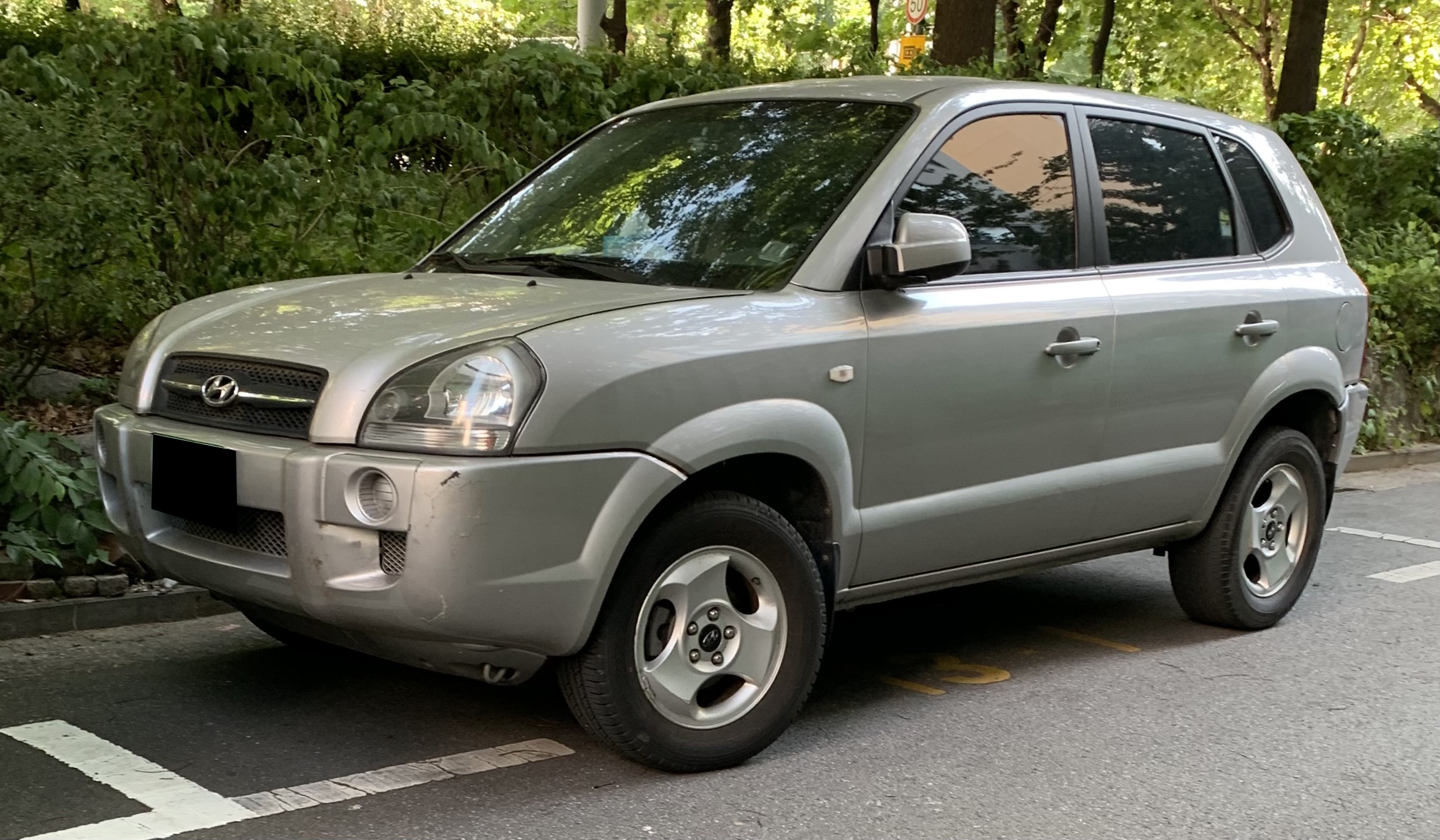
현대 투싼 정측면

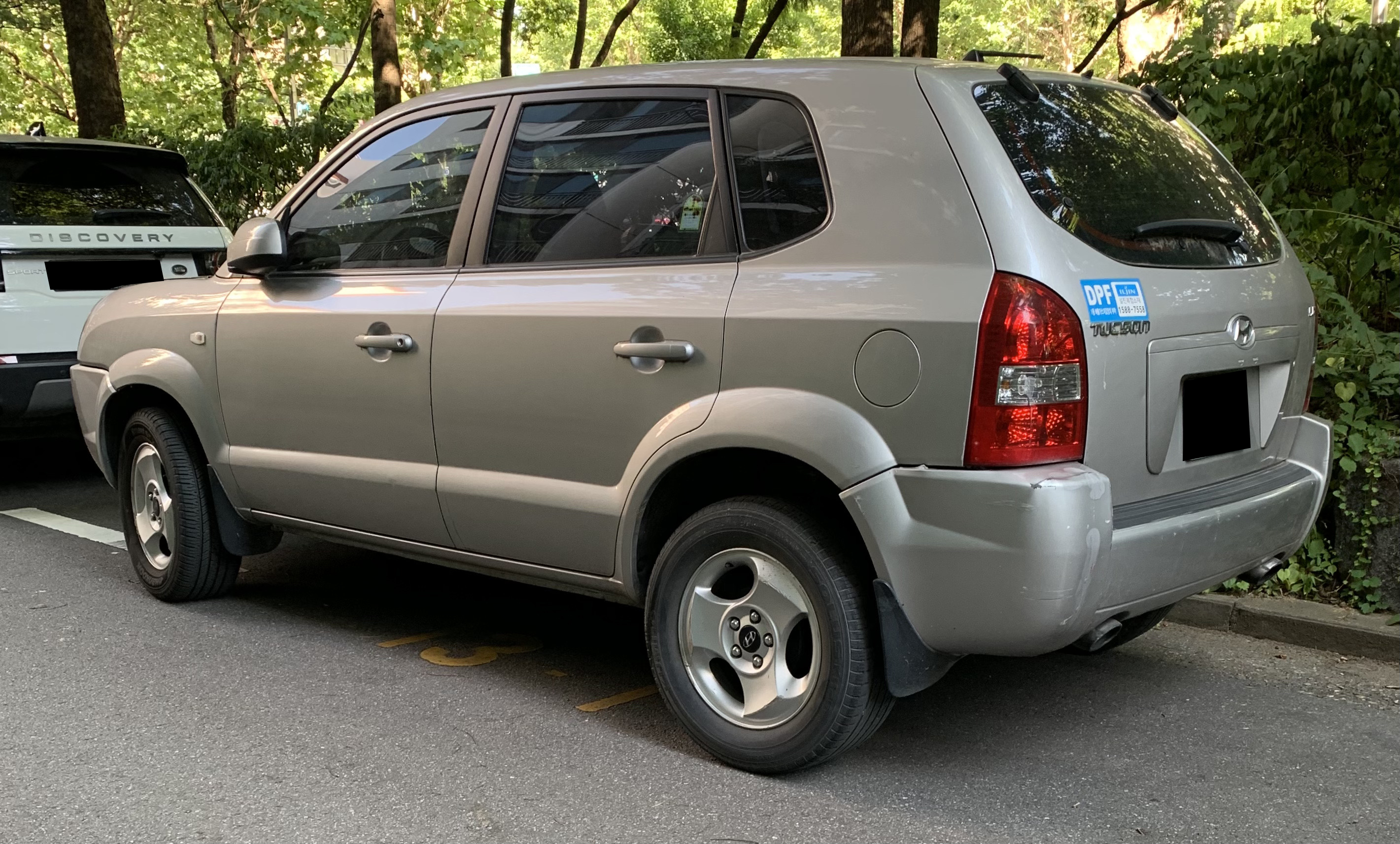
현대 투싼 후측면

2004년 3월 23일에 출시되었다. 플랫폼은 아반떼(XD)의 플랫폼을 사용하며, 투싼과 함께 기아 스포티지(KM)도 이 플랫폼을 공유한다. 2.0ℓ D CRDI 엔진과 함께 5단 수동변속기 또는 4단 자동변속기를 조합한다. 출시된 해에 일본에서 굿 디자인 상을 수상하였고, 캐나다에서 자동차 기자 협회(AJAC) 선정 크로스 오버 카 부문에서 최고의 차로 뽑히기도 했다. 2005년 4월에는 2.0ℓ 베타 MPI 엔진이, 같은 해 12월에는 유로 4 기준을 만족시키는 2.0ℓ D CRDi 엔진이 더해졌다. 연료 전지 차로 개발된 투싼 FCEV는 미국 에너지부가 주관하는 시범 운행에 투입되기도 했다. LMFAO의 셔플댄스 곡인 Party Rock Anthem의 뮤직 비디오에 등장하기도 했다. 2008년 4월에는 2009년형이 출시되었다. 라디에이터 그릴과 알루미늄 휠의 디자인이 바뀌었고, 리어 가니쉬를 가지런하게 정리하여 정돈된 이미지를 부여하였다. 중국에서는 2013년 5월에 페이스 리프트를 거쳐 2016년까지 판매되었다.

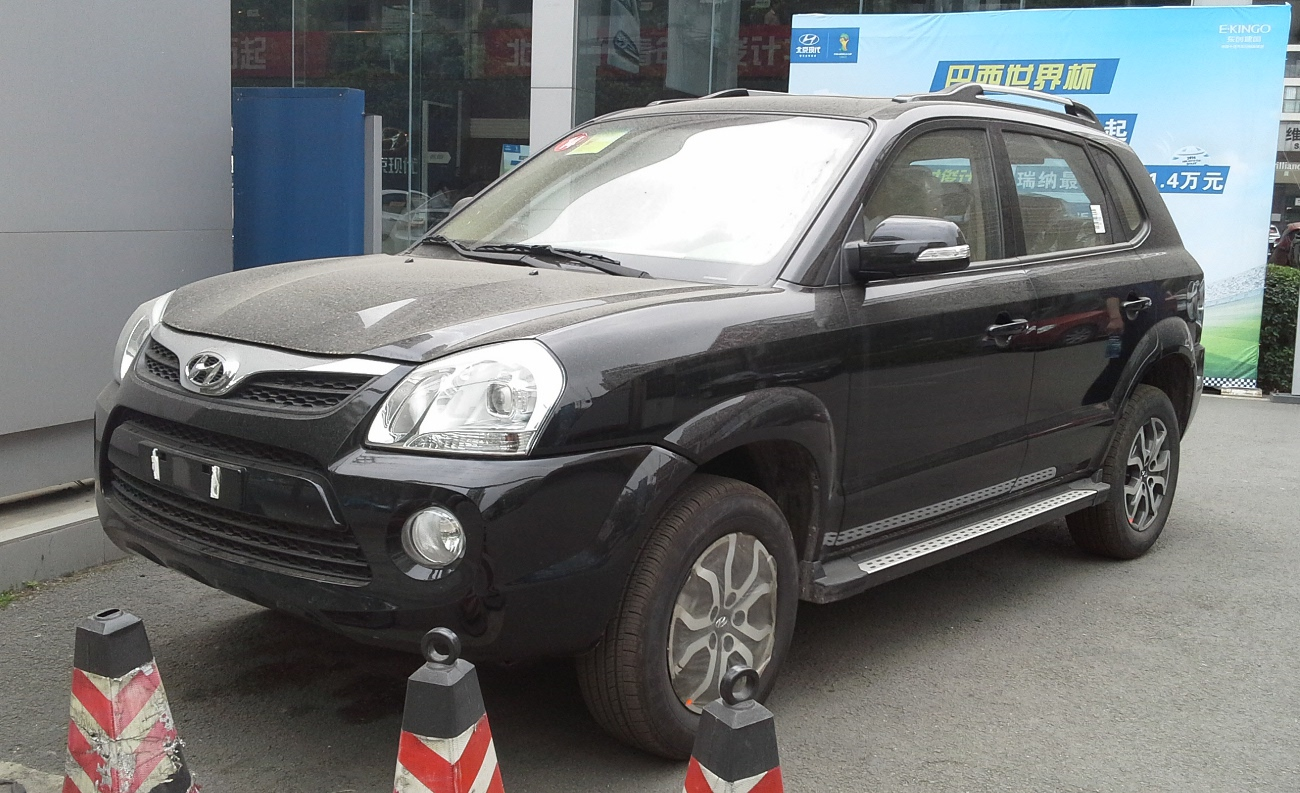
현대 투싼 (중국 현지 차종, 후기형) 정측면
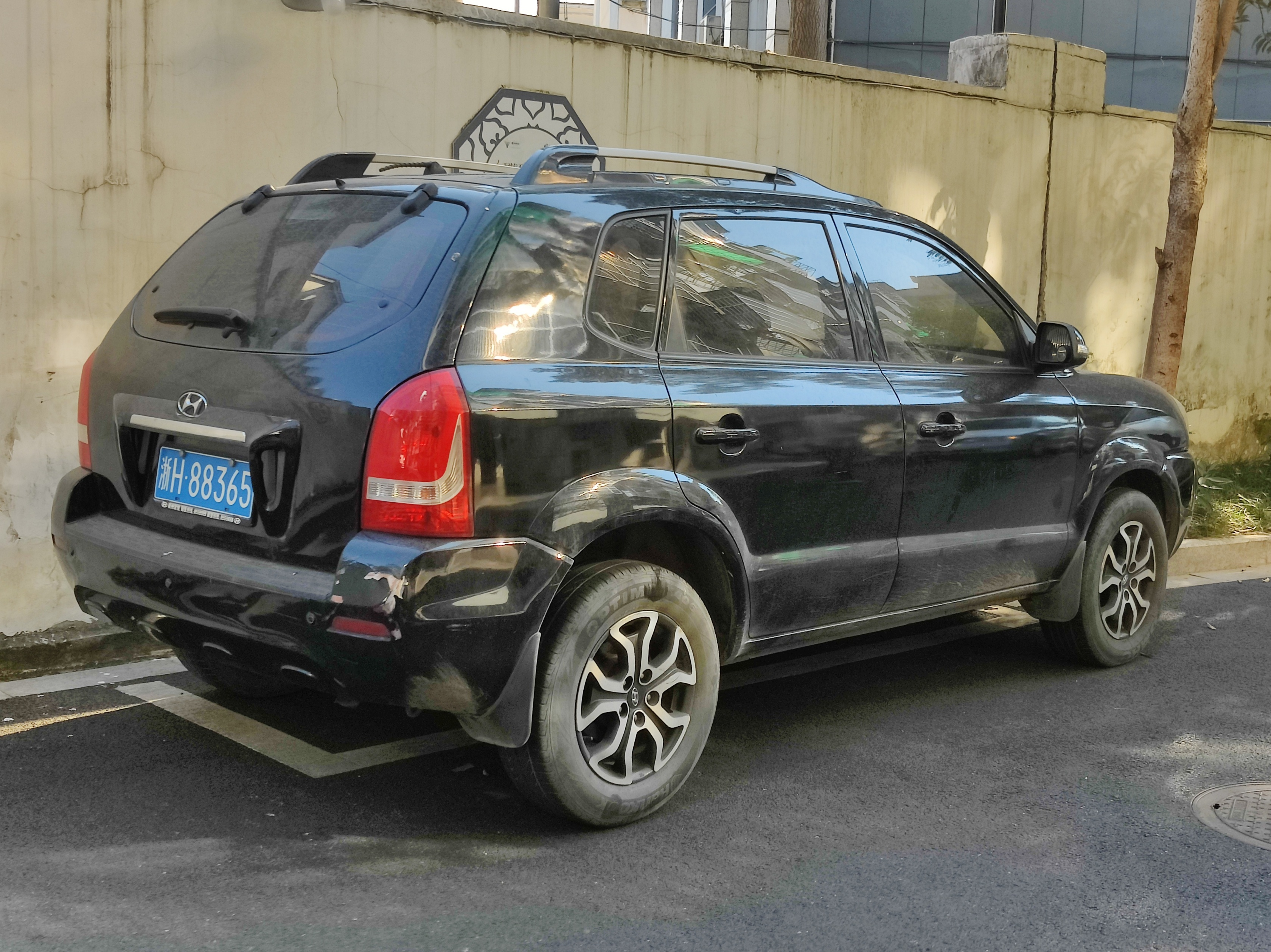
현대 투싼 (중국 현지 차종, 후기형) 후측면
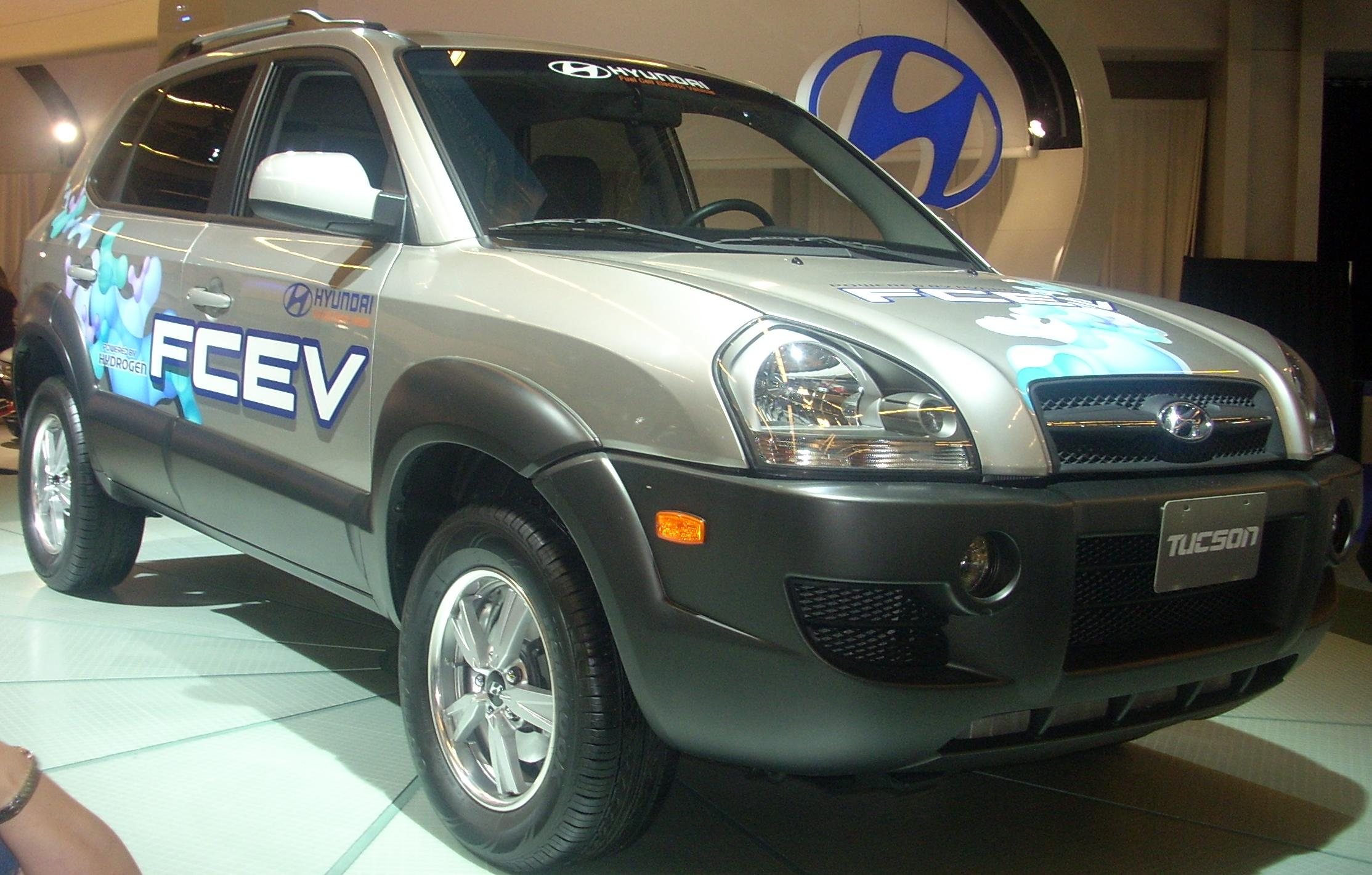
현대 투싼 Fuel Cell 정측면

#### 라인업
| 구분 | 2.0ℓ 디젤 | 2.0ℓ 가솔린 메트로                  |
| ---- | --- | ----------------------------------- |
| 투싼 | JX 기본형 JX 고급형 JX 베스트 비지니스 JX 밀리언스페셜 에스티 에스티 40주년 스페셜팩 MX 기본형 MX 고급형 MX 최고급형 MX 스타일팩 MX 베스트 레이디 MX 베스트 럭셔리 MXL 기본형 MXL 고급형 MXL 최고급형 MXL 스타일팩 | 워너비 밀리언스페셜 MX 스타일팩 MXL |

#### 제원
| 구분                 | 2.0ℓ D HTI (2WD/4WD)                                                                                     | 2.0ℓ D CRDI (2WD/4WD)                                                                                              | 2.0ℓ 시리우스 MPI (2WD)                                                                    |
| -------------------- | --- | --- | ------------------------------------------------------------------------------------------ |
| 전장 (mm)            | 4,325 | 4,325 | 4,325                                                                                      |
| 전폭 (mm)            | 1,800 | 1,800 | 1,800                                                                                      |
| 전고 (mm)            | 1,680 | 1,680 | 1,680                                                                                      |
| 축거 (mm)            | 2,630 | 2,630 | 2,630                                                                                      |
| 윤거 (전, mm)        | 1,540 | 1,540 | 1,540                                                                                      |
| 윤거 (후, mm)        | 1,540 | 1,540 | 1,540                                                                                      |
| 승차 정원            | 5명 | 5명 | 5명                                                                                        |
| 변속기               | 수동 5단 자동 4단                                                                                        | 수동 5단 자동 4단                                                                                                  | 자동 4단                                                                                   |
| 서스펜션 (전/후)     | 맥퍼슨 스트럿/듀얼 링크                                                                                  | 맥퍼슨 스트럿/듀얼 링크                                                                                            | 맥퍼슨 스트럿/듀얼 링크                                                                    |
| 구동 형식            | 전륜 구동 4륜 구동                                                                                       | 전륜 구동 4륜 구동                                                                                                 | 전륜 구동                                                                                  |
| 엔진 형식            | D4EA | D4EA | G4GC                                                                                       |
| 연료                 | 디젤 | 디젤 | 가솔린                                                                                     |
| 배기량 (cc)          | 1,991 | 1,991 | 1,975                                                                                      |
| 최고 출력 (ps/rpm)   | 115/4,000                                                                                                | 143/4,300 | 142/6,000                                                                                  |
| 최대 토크 (kg*m/rpm) | 26.0/2,000                                                                                               | 32.0/1,800~2,500                                                                                                   | 18.8/4,500                                                                                 |
| 연료 탱크 용량 (ℓ)   | 58 | 58 | 58                                                                                         |
| 요소수 탱크 용량 (ℓ) | - | - | -                                                                                          |
| 공차 중량 (kg)       | 1,524(후륜 구동 수동 5단)/ 1,539(후륜 구동 자동 4단)/ 1,607(4륜 구동 수동 5단)/ 1,627(4륜 구동 자동 4단) | 1,615(후륜 구동 수동 6단)/ 1,635(후륜 구동 자동 4단)/ 1,710(4륜 구동 수동 6단)                                     | 1,510(후륜 구동 수동 5단)/ 1,520(후륜 구동 자동 4단)                                       |
| 연비 (km/ℓ)          | 14.5(후륜 구동 수동 5단)/ 12.9(후륜 구동 자동 4단)/ 13.9(4륜 구동 수동 5단)/ 11.9(4륜 구동 자동 4단)     | 15.2(후륜 구동 수동 6단)/ 12.6(후륜 구동 자동 4단)/ 14.3(4륜 구동 수동 6단) (이후 13.1(후륜 구동 자동 4단)로 변경) | 11.1(후륜 구동 수동 6단)/ 9.8(후륜 구동 자동 4단) (이후 10.6(후륜 구동 자동 4단)으로 변경) |
| Co2 배출량 (g/km)    | - | 177(후륜 구동 수동 6단)/ 208(후륜 구동 자동 4단)/ 186(4륜 구동 수동 6단)                                           | 211(전륜 구동 수동 6단)/ 238(후륜 구동 자동 4단) (이후 221(후륜 구동 자동 4단)로 변경)     |

## 2세대(LM)

### 투싼 ix(2009년8월~2013년5월)

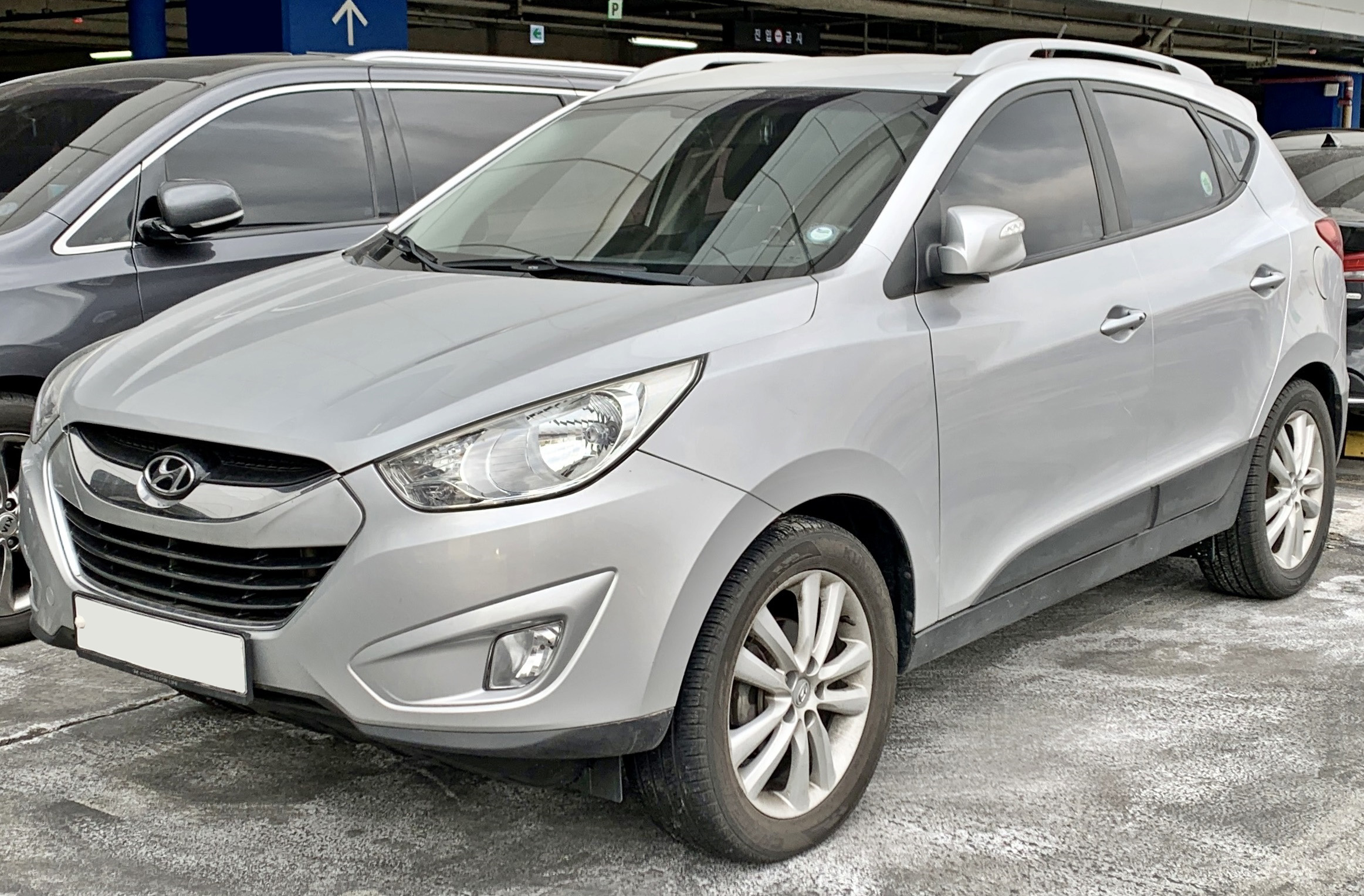
현대 투싼 ix 정측면

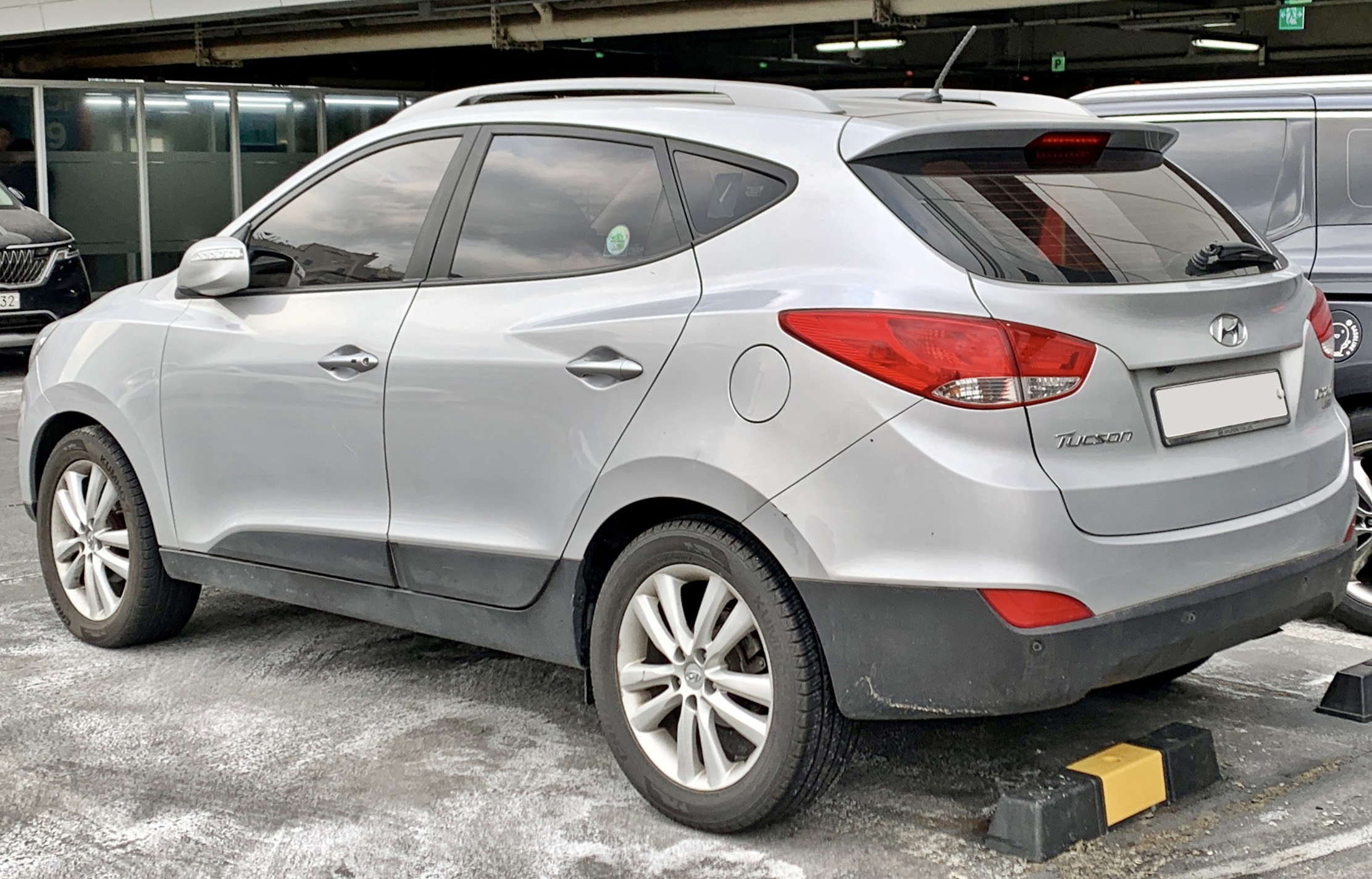
현대 투싼 ix 후측면

2009년 8월 25일에 출시되었다. 서브 네임인 ix는 inspiring(영감을 주는), intelligence(총명), innovation(혁신) 등을 의미하는 i와 크로스오버 유틸리티 비클(Crossover Utility Vehicle)를 의미하는 x를 조합한 것이며, 동시에 2세대 투싼 ix의 바탕이 된 컨셉트 카인 익쏘닉(ix-onic)에서 따왔다. 현대자동차의 새로운 디자인 철학인 플루이딕 스컬프처가 자사의 차종 중에서 첫 번째로 반영되어 물 흐르는 듯한 조형미를 살렸다. 아울러 유럽과 오스트레일리아 등에서는 현대자동차의 i를 사용한 새로운 네이밍 방식 중 SUV를 의미하여 ix35라는 차명으로 판매된다. 싼타페(CM)에도 적용된 2.0ℓ R VGT 엔진은 유로 5 기준을 만족시키고, 여기에 6단 수동변속기나 6단 자동변속기를 조합한다. 차체 자세 제어 장치를 비롯하여 경사로 저속 주행 장치, 경사로 밀림 방지 장치, 급제동 경보 시스템 등 새로운 안전 사양이 대거 적용되었다. 2009년 12월부터는 모든 트림에 1열 사이드&커튼 에어백과 프로젝션 헤드 램프가 기본 적용되었다. 2011년 4월 11일에 출시된 2012년형에는 뒷좌석 센터 3점식 시트 벨트, 열선 스티어링 휠, 오토 크루즈 컨트롤 등이 적용되었다. 2012년 12월에는 2013년형이 선보인다.

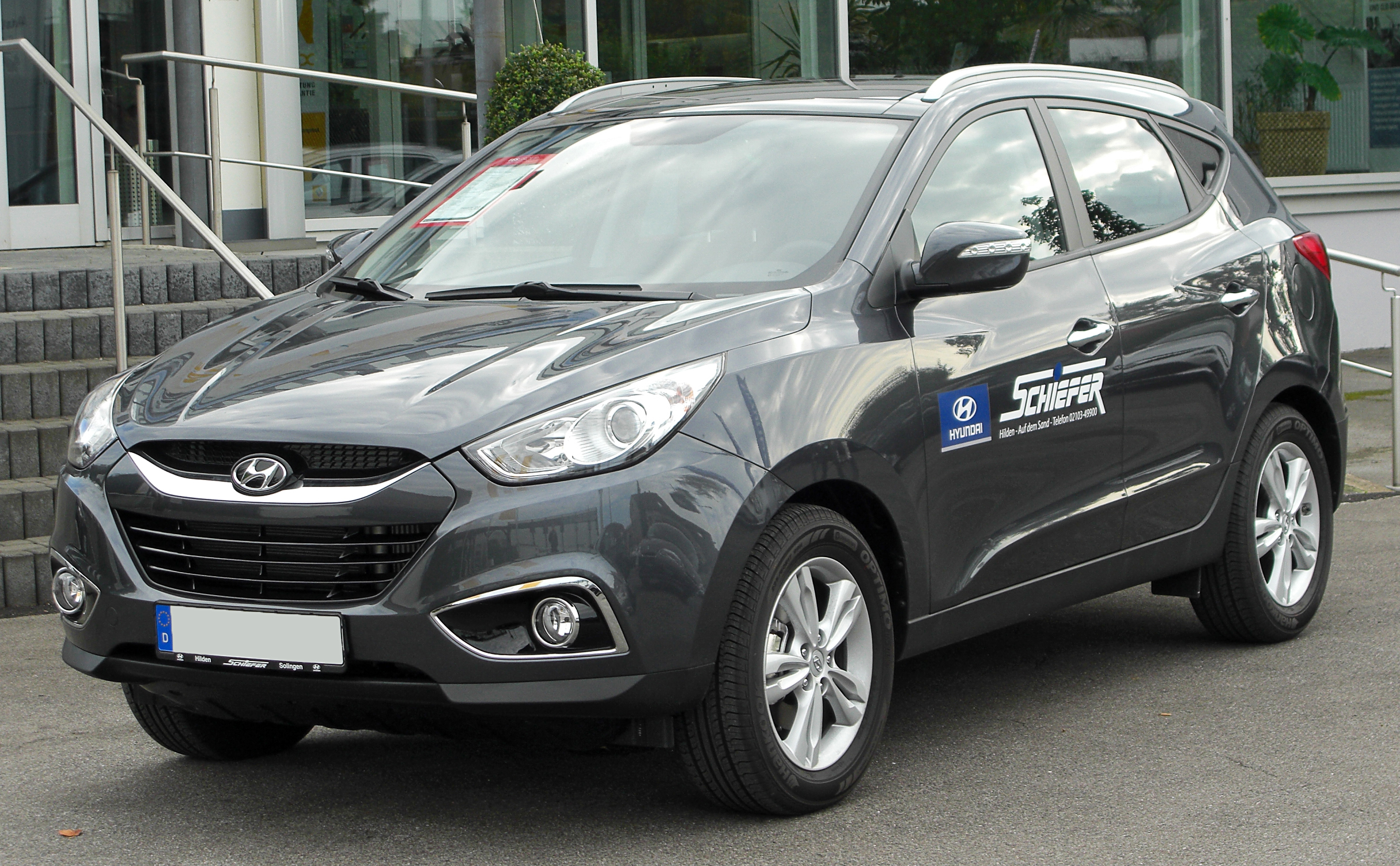
현대 ix35 (영국, 중국 현지 차종) 정측면
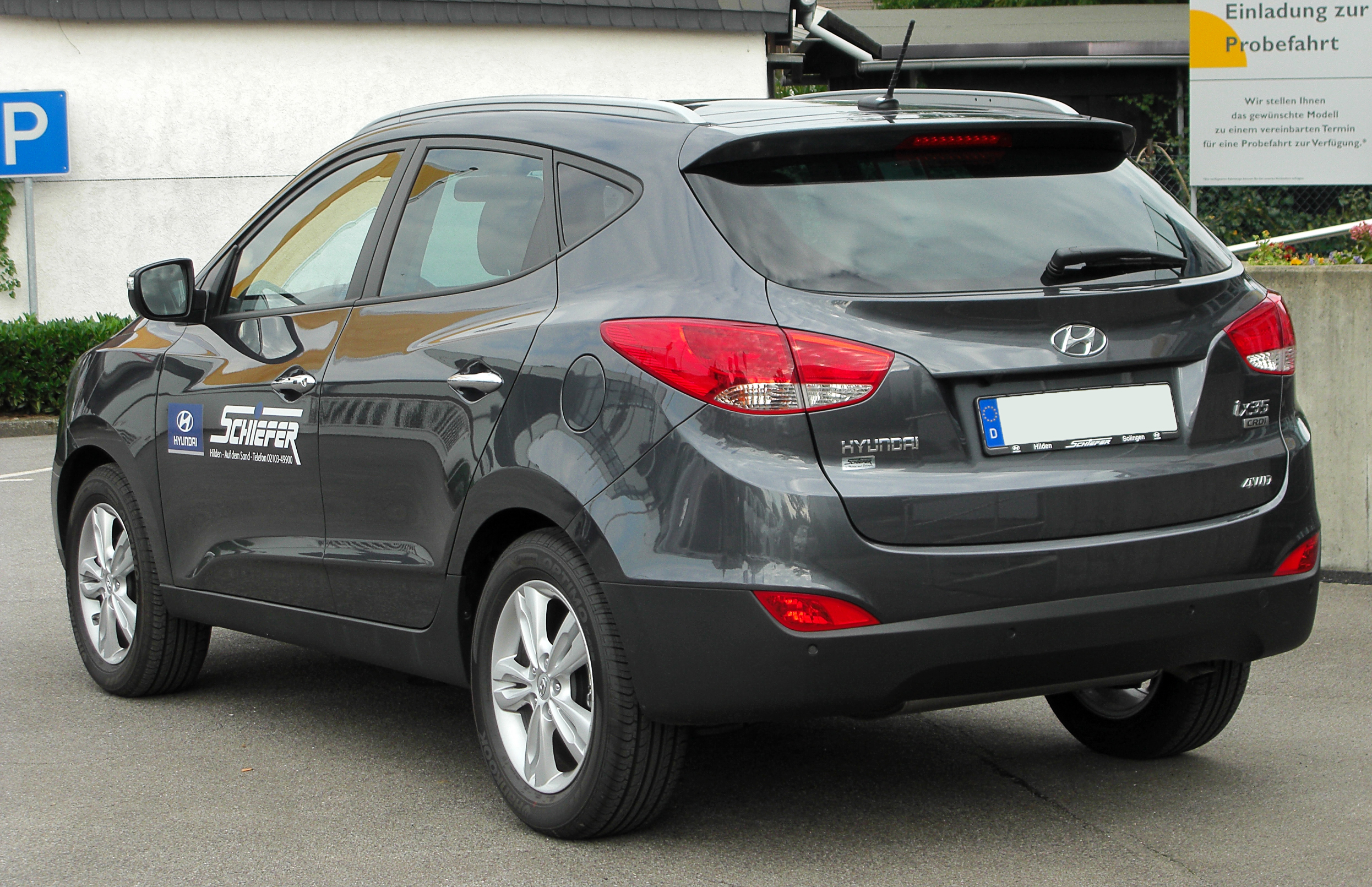
현대 ix35 (영국, 중국 현지 차종) 후측면
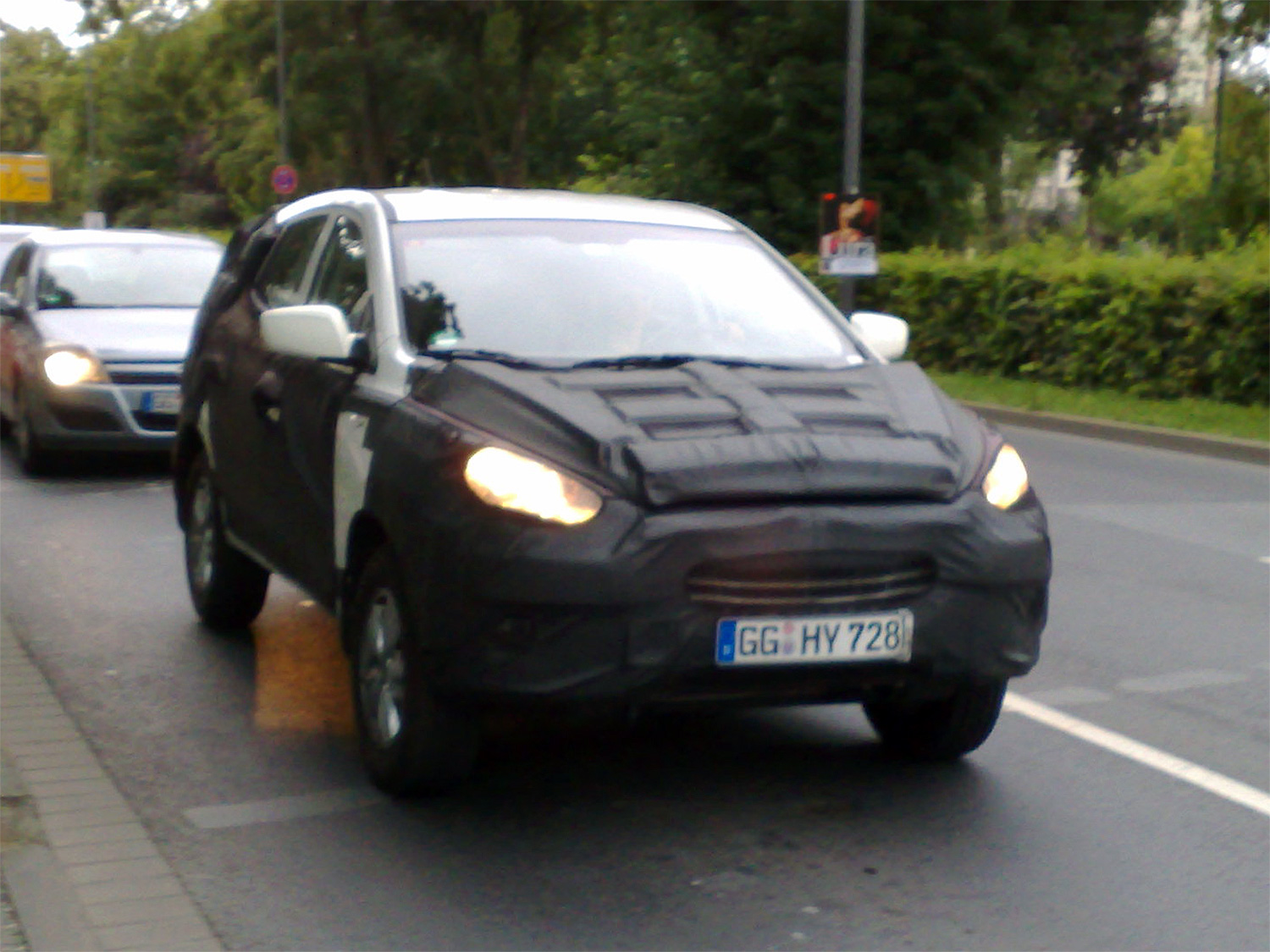
현대 ix35 테스트뮬 (영국, 중국 현지 차량)

#### 라인업
| 구분    | 2.0ℓ 디젤 | 2.0ℓ 가솔린                                                           |
| ------- | --- | --------------------------------------------------------------------- |
| 투싼 ix | X20 디럭스 X20 럭셔리 X20 스패셜 팩 X20 스마트 X20 스타일 LX20 럭셔리 LX20 프리미어 LX20 스마트팩 LX20 월드컵 스페셜 에디션 LX20 모던 LMX20 프리미엄 | X20 워너비 X20 스타일 X20 스마트 LX20 럭셔리 LX20 모던 LMX20 프리미엄 |

#### 제원
| 구분                 | 2.0ℓ R e-VGT (2WD) | 2.0ℓ R e-VGT (4WD) | 2.0ℓ 세타 Ⅱ MPI (2WD)                       |
| -------------------- | --- | --- | ------------------------------------------- |
| 전장 (mm)            | 4,410 | 4,410 | 4,410                                       |
| 전폭 (mm)            | 1,820 | 1,820 | 1,820                                       |
| 전고 (mm)            | 1,655 1,685(루프랙 적용시) | 1,655 1,685(루프랙 적용시) | 1,655 1,685(루프랙 적용시)                  |
| 축거 (mm)            | 2,640 | 2,640 | 2,640                                       |
| 윤거 (전, mm)        | 1,585 | 1,585 | 1,585                                       |
| 윤거 (후, mm)        | 1,586 | 1,586 | 1,586                                       |
| 승차 정원            | 5명 | 5명 | 5명                                         |
| 변속기               | 수동 6단 자동 6단 | 수동 6단 자동 6단 | 자동 6단                                    |
| 서스펜션 (전/후)     | 맥퍼슨 스트럿/멀티 링크 | 맥퍼슨 스트럿/멀티 링크 | 맥퍼슨 스트럿/멀티 링크                     |
| 구동 형식            | 전륜 구동 | 4륜 구동 | 전륜 구동                                   |
| 엔진 형식            | D4HA | D4HA | G4KD                                        |
| 연료                 | 디젤 | 디젤 | 가솔린                                      |
| 배기량(cc)           | 1,995 | 1,995 | 1,998                                       |
| 최고 출력 (ps/rpm)   | 184/4,000 | 184/4,000 | 166/6,200                                   |
| 최대 토크 (kg*m/rpm) | 39.0/1,800~2,500(수동 6단) 40.0/1,800~2,500(자동 6단)                                                                                         | 39.0/1,800~2,500(수동 6단) 40.0/1,800~2,500(자동 6단)                                                                         | 20.1/4,600                                  |
| 연료 탱크 용량 (ℓ)   | 55 | 55 | 55                                          |
| 요소수 탱크 용량 (ℓ) | - | - | -                                           |
| 공차 중량 (kg)       | 1,515(수동 6단)/ 1,550(자동 6단) | 1,590(수동 6단)/ 1,625(자동 6단)                                                                                              | 1,410(자동 6단)                             |
| 연비 (km/ℓ)          | 17.4(수동 6단)/ 15.4(자동 6단) (이후 15.6(자동 6단), 도심 13.3/고속 15.6/복합 14.2(수동 6단)/ 도심 12.0/고속 15.7/복합 13.4(자동 6단)로 변경) | 16.1(수동 6단)/ 14.1(자동 6단) (이후 도심 12.4/고속 14.8/복합 13.3(수동 6단)/ 도심 10.9/고속 14.9/복합 12.4(자동 6단)로 변경) | 11.7(자동 6단) (이후 12.1(자동 6단)로 변경) |
| Co2 배출량 (g/km)    | 155(수동 6단)/ 175(자동 6단) (이후 172(자동 6단), 138(수동 6단)/ 148(자동 6단)로 변경)                                                        | 167(수동 6단)/ 190(자동 6단) (이후 148(수동 6단)/ 161(자동 6단)로 변경)                                                       | 199(자동 6단) (이후 194(자동 6단)로 변경)   |

### 뉴 투싼 ix(2013년5월~2015년3월)

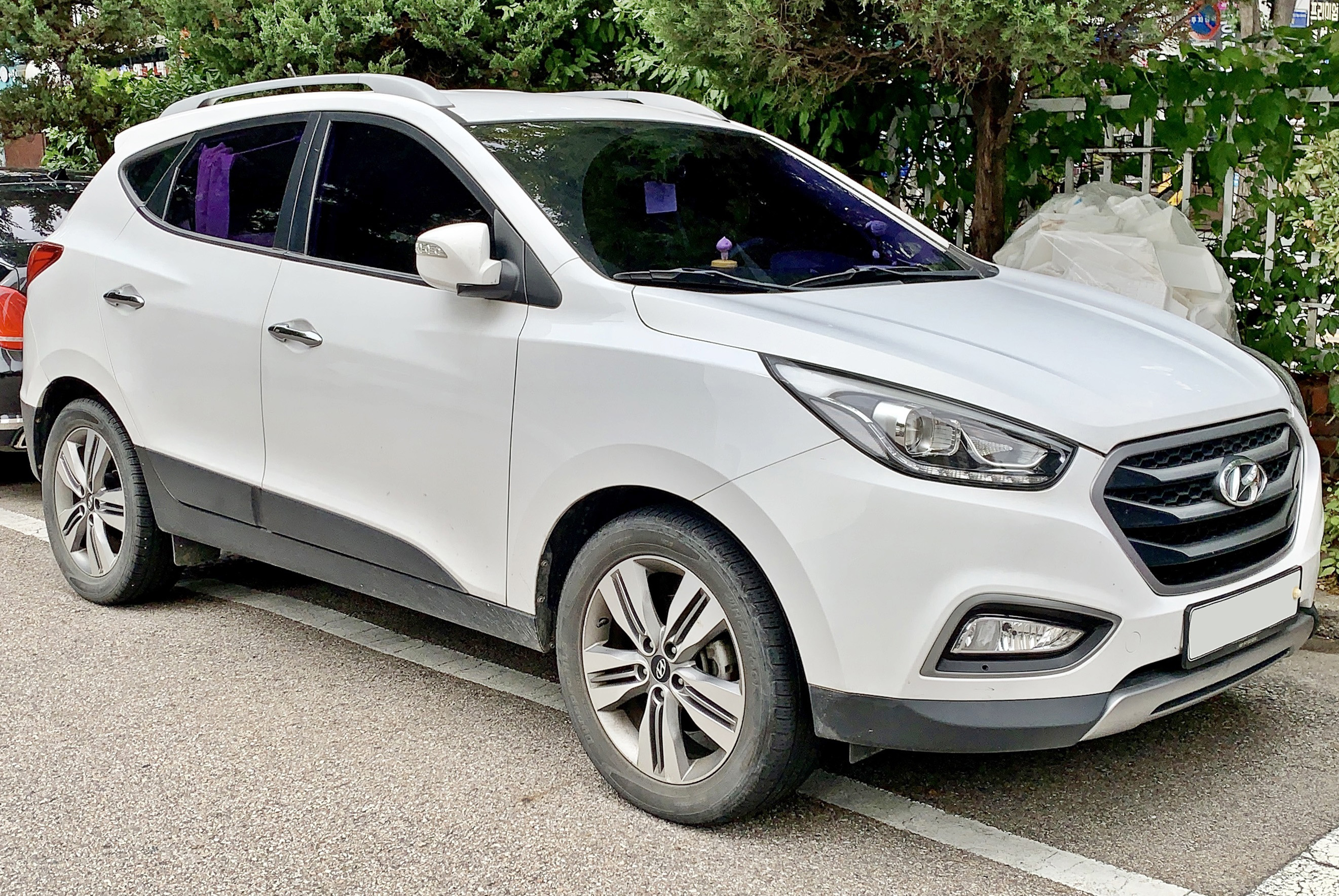
현대 뉴 투싼 ix 정측면

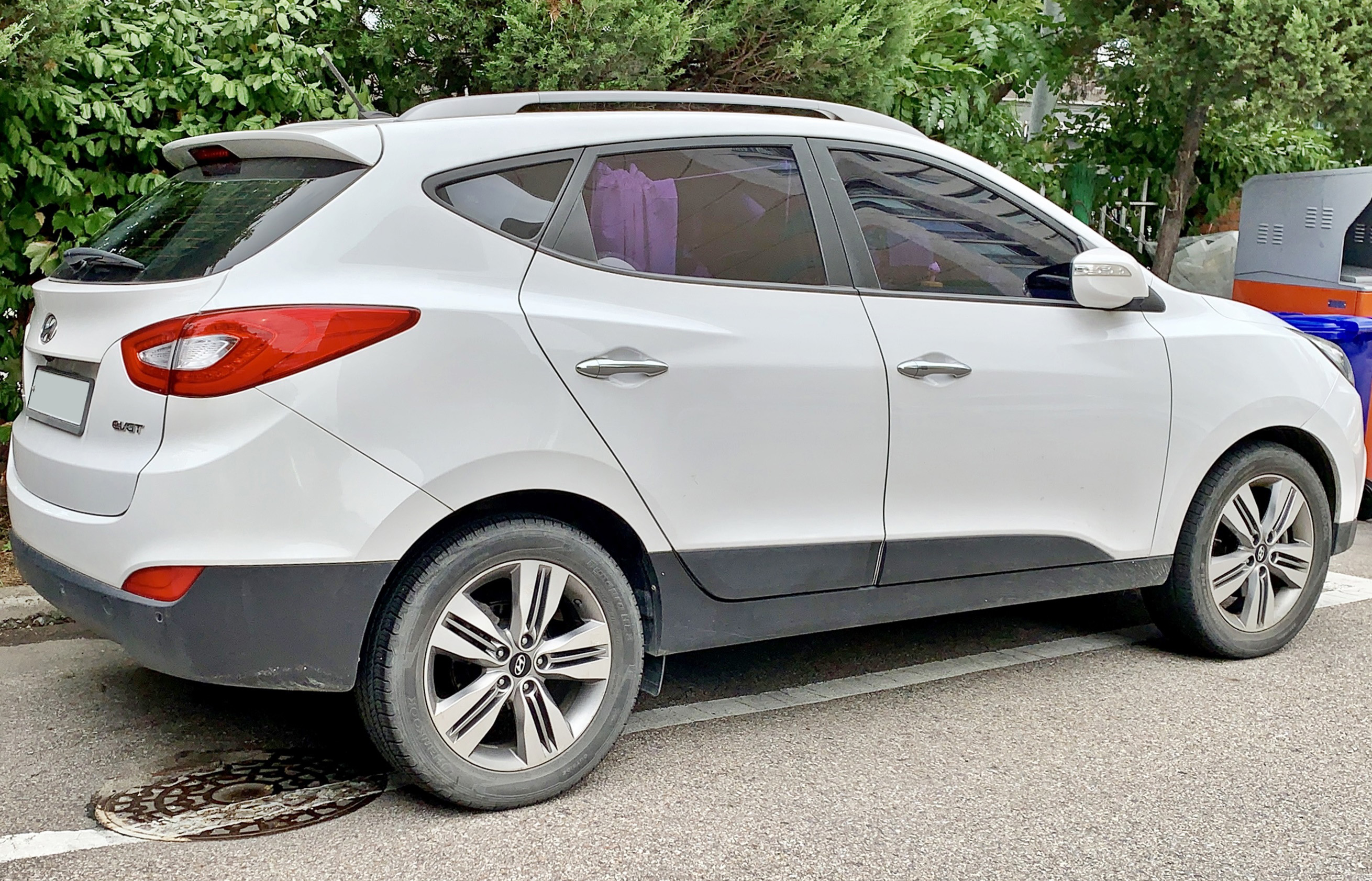
현대 뉴 투싼 ix 후측면

2013년 5월 2일에는 페이스 리프트를 거친 뉴 투싼 ix가 선보였다. 뉴 투싼 ix는 LED 리어 램프, LED 포지셔닝 램프, 2열 시트 백 조절 기능, 리어 에어 벤트 등이 적용되었다. 또한 신규 라디에이터 그릴이 적용되어 싼타페(DM)와 비슷한 인상을 주고, 단종된 2.0ℓ 세타 Ⅱ MPI 엔진을 대체하는 2.0ℓ 누우 GDI 엔진이 새로 적용되었다. 2014년 4월 10일에는 LED 주간 전조등, 에어로 타입 와이퍼, 동승석 통풍시트 등 신규 사양이 적용된 2015년형이 선보였다. 동시에 스카이 하이(전용 외장 색상), 18인치 다이아몬드 커팅 알루미늄 휠, 루프랙 등 20~30대 고객들의 선호 사양이 적용된 월드컵 에디션이 추가됐다. 2014년 4월 18일에는 수소를 연료로 하는 투싼 ix Fuel Cell의 양산형이 출시되었다. 중국에서는 페이스 리프트를 거쳐 현재까지도 판매 중이다.

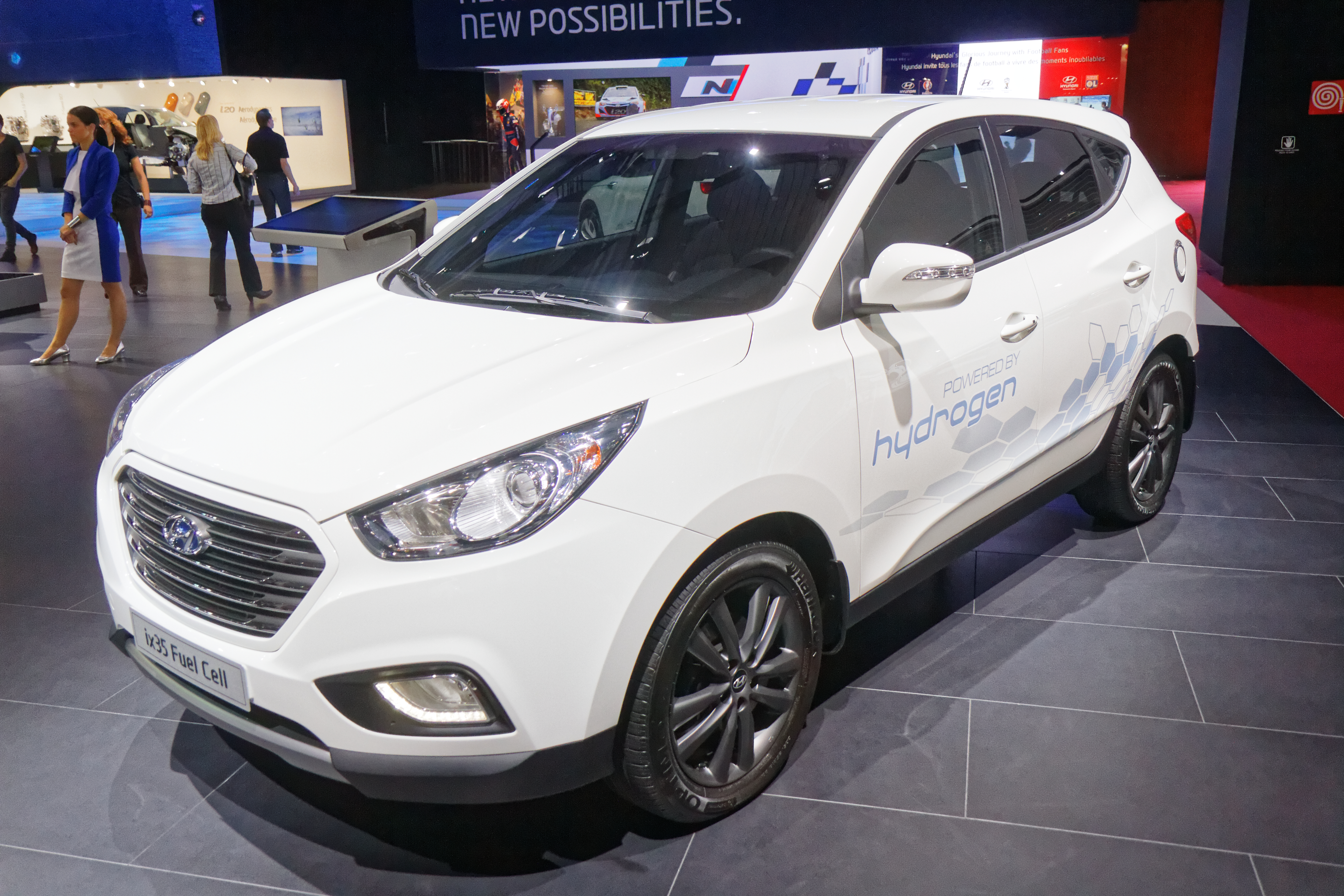
현대 ix35 Fuel Cell (영국, 중국 현지 차종) 정측면
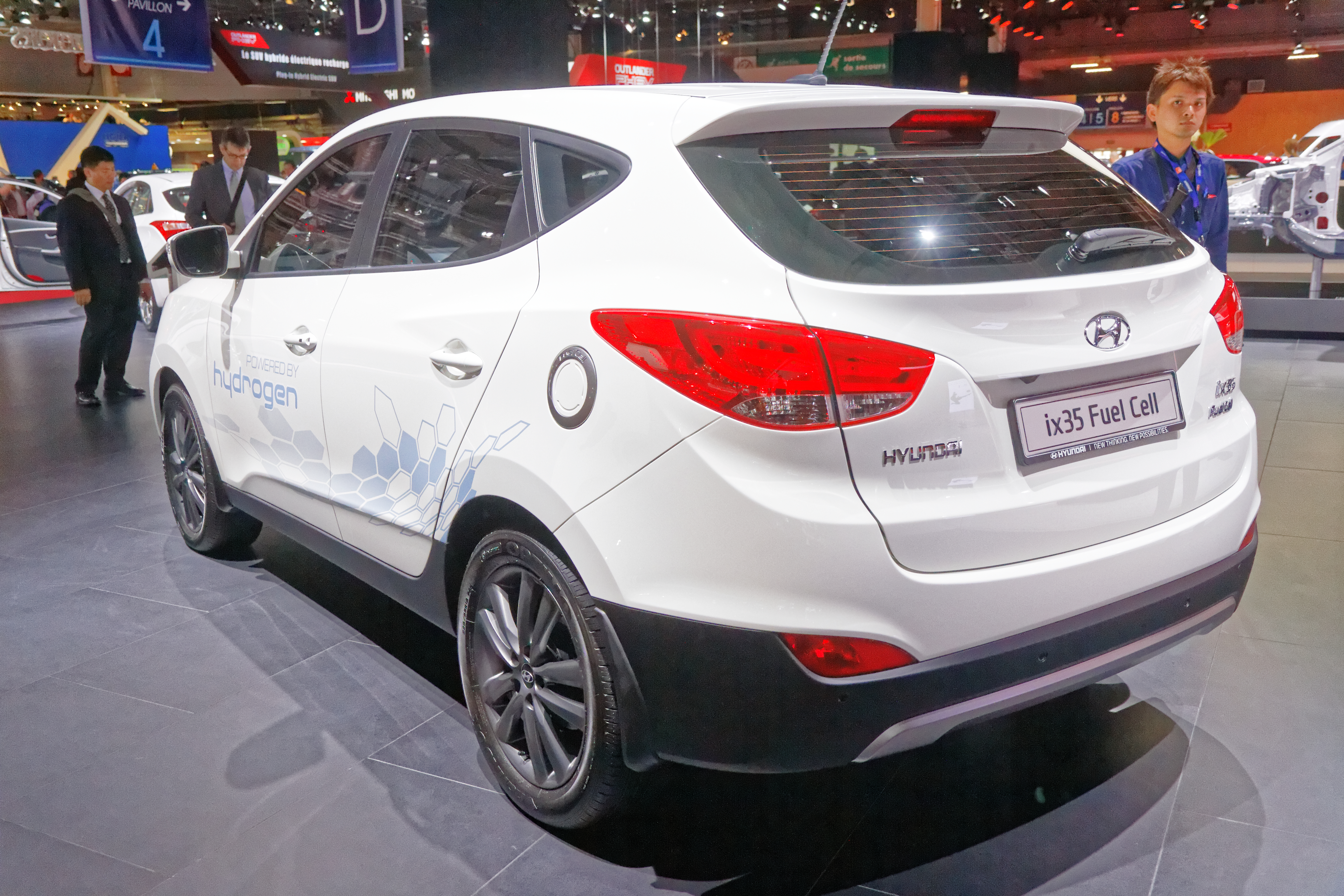
현대 ix35 Fuel Cell (영국, 중국 현지 차종) 후측면

#### 라인업
| 구분       | 2.0ℓ 디젤                                        | 2.0ℓ 가솔린                             |
| ---------- | ------------------------------------------------ | --------------------------------------- |
| 뉴 투싼 ix | 스마트 스마트 스페셜 월드컵 에디션 모던 프리미엄 | 스타일 스타일 스페셜 월드컵 에디션 모던 |

#### 제원
| 구분                 | 2.0ℓ R e-VGT (2WD)                                                               | 2.0ℓ R e-VGT (4WD)                                                               | 2.0ℓ 누우 GDI (2WD)                    |
| -------------------- | -------------------------------------------------------------------------------- | -------------------------------------------------------------------------------- | -------------------------------------- |
| 전장 (mm)            | 4,410                                                                            | 4,410                                                                            | 4,410                                  |
| 전폭 (mm)            | 1,820                                                                            | 1,820                                                                            | 1,820                                  |
| 전고(mm)             | 1,655 1,685(루프랙 적용시)                                                       | 1,655 1,685(루프랙 적용시)                                                       | 1,655 1,685(루프랙 적용시)             |
| 축거 (mm)            | 2,640                                                                            | 2,640                                                                            | 2,640                                  |
| 윤거 (전, mm)        | 1,585                                                                            | 1,585                                                                            | 1,585                                  |
| 윤거 (후, mm)        | 1,586                                                                            | 1,586                                                                            | 1,586                                  |
| 승차 정원            | 5명                                                                              | 5명                                                                              | 5명                                    |
| 변속기               | 수동 6단 자동 6단                                                                | 수동 6단 자동 6단                                                                | 자동 6단                               |
| 서스펜션 (전/후)     | 맥퍼슨 스트럿/멀티 링크                                                          | 맥퍼슨 스트럿/멀티 링크                                                          | 맥퍼슨 스트럿/멀티 링크                |
| 구동 형식            | 전륜 구동                                                                        | 4륜 구동                                                                         | 전륜 구동                              |
| 엔진 형식            | D4HA                                                                             | D4HA                                                                             | G4NC                                   |
| 연료                 | 디젤                                                                             | 디젤                                                                             | 가솔린                                 |
| 배기량 (cc)          | 1,995                                                                            | 1,995                                                                            | 1,999                                  |
| 최고 출력 (ps/rpm)   | 184/4,000                                                                        | 184/4,000                                                                        | 166/6,200                              |
| 최대 토크 (kg*m/rpm) | 39.0/1,800~2,500(수동 6단) 41.0/2,000~2,500(자동 6단)                            | 39.0/1,800~2,500(수동 6단) 41.0/2,000~2,500(자동 6단)                            | 20.9/4,000                             |
| 연료 탱크 용량 (ℓ)   | 55                                                                               | 55                                                                               | 55                                     |
| 요소수 탱크 용량 (ℓ) | -                                                                                | -                                                                                | -                                      |
| 공차 중량 (kg)       | 1,548(수동 6단)/ 1,579(자동 6단)                                                 | 1,611(수동 6단)/ 1,643(자동 6단)                                                 | 1,452(자동 6단)                        |
| 연비 (km/ℓ)          | 도심 13.4/고속 16.0/복합 14.4(수동 6단)/ 도심 12.4/고속 16.0/복합 13.8(자동 6단) | 도심 12.8/고속 15.4/복합 13.8(수동 6단)/ 도심 11.2/고속 14.7/복합 12.5(자동 6단) | 도심 9.4/고속 11.7/복합 10.3(자동 6단) |
| Co2 배출량 (g/km)    | 136(수동 6단)/ 143(자동 6단)                                                     | 142(수동 6단)/ 159(자동 6단)                                                     | 171(자동 6단)                          |

## 3세대(TL)

### 올 뉴 투싼(2015년3월~2018년8월)

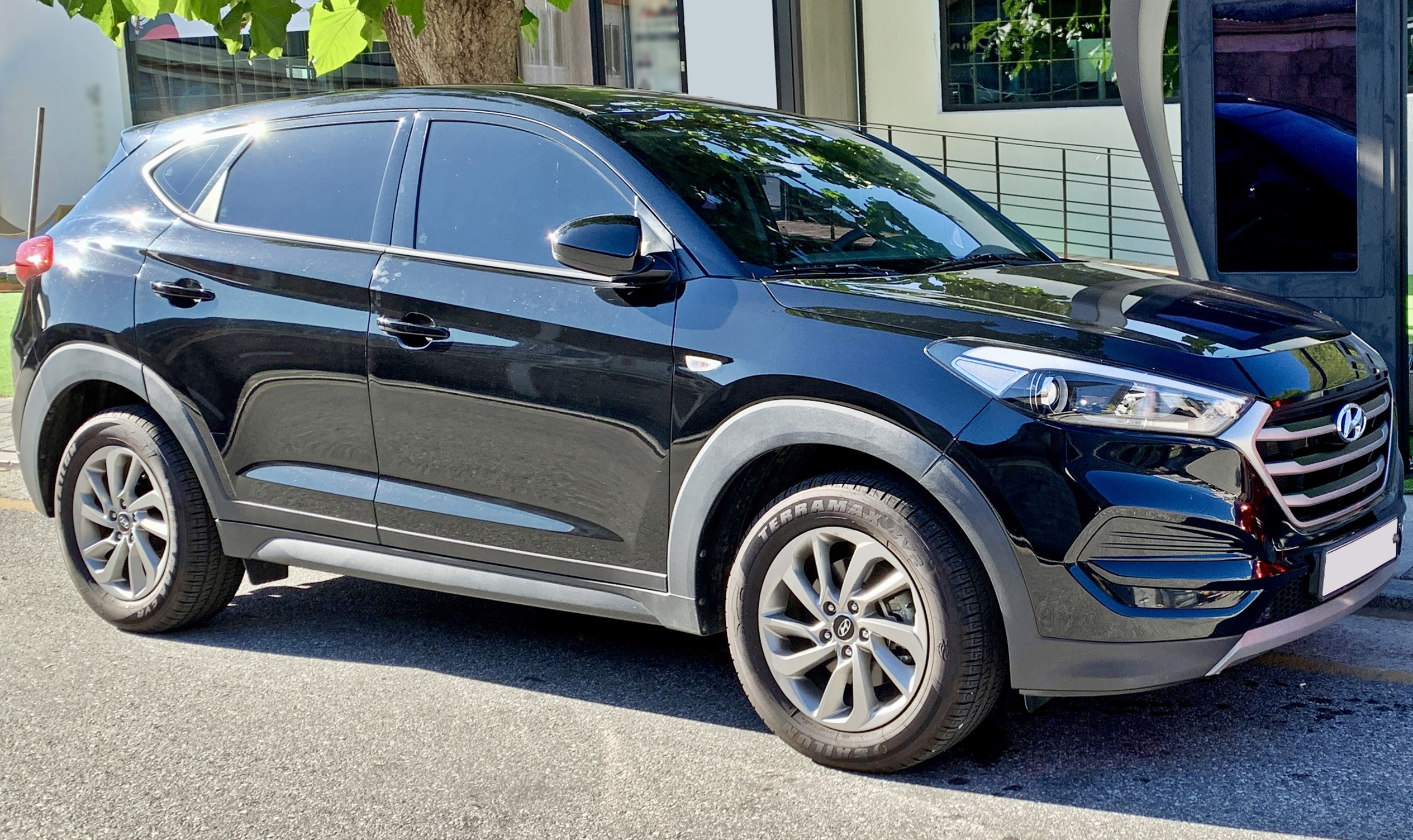
현대 올 뉴 투싼 정측면

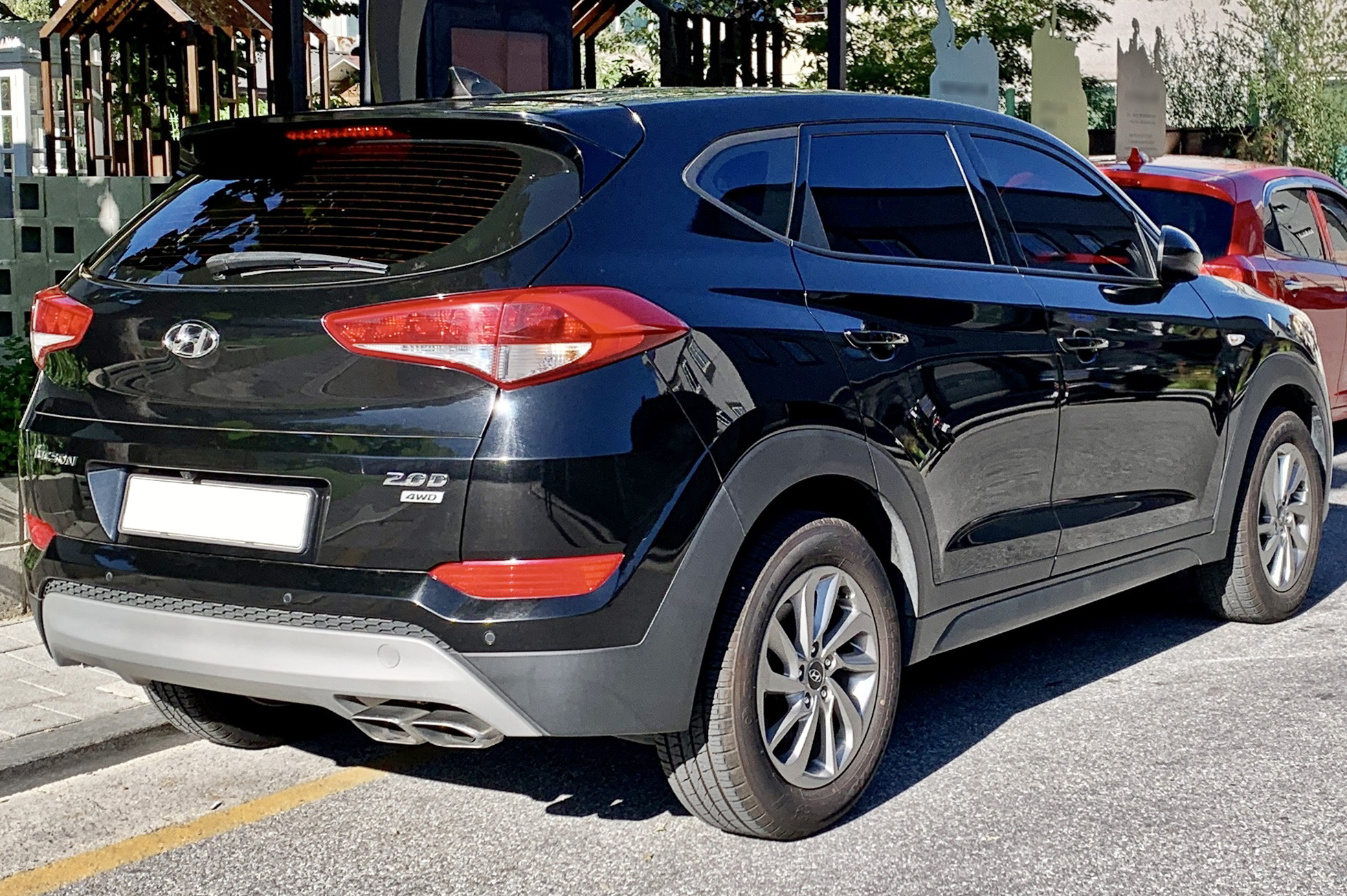
현대 올 뉴 투싼 후측면

2015년 3월 17일에 출시되었다. 유럽과 중국 등에서 ix35로 판매되던 2세대의 차명도 3세대에 와서 다시 투싼으로 환원되었다. 현대자동차의 디자인 철학인 플루이딕 스컬프처 2.0을 통해 절제된 디자인을 지녔고, 수평형 레이아웃을 통한 안정된 느낌의 대시보드를 비롯해 인체 공학적 설계를 바탕으로 한 운전 및 조작의 편의성이 추구되었다. 초고장력 강판(인장강도 60kg/㎟급 이상) 적용 비율이 51%로, 구조용 접착제는 102m로 확대되었다. 아울러 탑승 공간에 핫 스탬핑 공법이 적용되고, 차체 주요 부위의 연결부 강성이 강화되었다. 유로 6 기준을 만족시키는 2.0ℓ R VGT 엔진 외에도 7단 듀얼 클러치 자동변속기가 조합된 1.7ℓ U Ⅱ VGT 엔진도 적용되었다. 자동 긴급 제동 장치가 대한민국산 SUV 최초로 적용되었고, 스마트 후측방 경보 장치와 차선 이탈 경보 장치도 적용되었다. 1.7ℓ U Ⅱ VGT 엔진 장착 사양에서 선택할 수 있는 피버 패키지는 라디에이터 그릴과 아웃 사이드 미러 등에 화이트 색상이 적용되며, 아라 블루와 세도나 오렌지 등 전용 차체 색상이 선택 가능하다. 같은 해 8월부터는 차체 색상 중 아라 블루와 세도나 오렌지를 2.0ℓ R VGT 엔진 장착 사양에서도 선택할 수 있게 되었다. 2016년 3월 15일에 출시된 2016년형은 앞좌석 어드밴스드 에어백이 신규 적용되었고, 1.6ℓ 감마 GDI 터보 엔진이 추가되었다. 투싼 피버로 구성된 1.6ℓ 감마 GDI 터보 엔진과 1.7ℓ U Ⅱ VGT 엔진 장착 차량은 매쉬 패턴형 라디에이터 그릴, 스키드 플레이트, 다크 베젤 리어 램프, 싱글 머플러 팁 등이 적용되어 디자인과 컬러를 차별화하였다. 또한 과거 선택 사양으로 운영되던 피버 패키지가 별도의 트림으로 분리되어 다양한 색상을 선택할 수 있도록 하였다. 2017년 4월 18일에 선보인 2017년형은 세이프티 언락과 고성능 에어컨 필터가 모든 트림에 새롭게 기본 적용되었고, 익스트림 에디션 트림이 추가되었다. 익스트림 에디션 트림은 다크 크롬 라디에이터 그릴과 듀얼 트윈 팁 머플러, 리어 스키드가 적용되어 역동적인 느낌을 구현하였다. 버건디 컬러 가죽 시트, 블랙 헤드 라이닝, 알로이 페달이 적용되어 고급스러운 느낌을 구현하였다. 아울러 전륜 대용량 디스크 브레이크가 적용되었고, 서스펜션과 스티어링을 재조정하여 승차감과 조타감을 개선시켰다.

#### 라인업
| 구분       | 1.6ℓ 가솔린 터보                                  | 1.7ℓ 디젤                                         | 2.0ℓ 디젤                                                             |
| ---------- | ------------------------------------------------- | ------------------------------------------------- | --------------------------------------------------------------------- |
| 올 뉴 투싼 | 스타일 스타일 피버 스마트 모던 모던 피버 프리미엄 | 스타일 스타일 피버 스마트 모던 모던 피버 프리미엄 | 스타일 스타일 스페셜 스마트 모던 모던 스페셜 프리미엄 익스트림 에디션 |

#### 제원
| 구분                 | 1.6ℓ 감마 GDI 터보 (2WD 17인치 타이어) | 1.6ℓ 감마 GDI 터보 (2WD 18인치 타이어) | 1.7ℓ U Ⅱ e-VGT (2WD 17/18인치 타이어)                                                                                      | 2.0ℓ R e-VGT (2WD 17/18인치 타이어)                                                                                        | 2.0ℓ R e-VGT (2WD 17/18인치 타이어)                                                                                      | 2.0ℓ R e-VGT (2WD 19인치 타이어)                                                    | 2.0ℓ R e-VGT (4WD 17/18인치 타이어)                                                                                      | 2.0ℓ R e-VGT (4WD 17/18인치 타이어)                                                                                      | 2.0ℓ R e-VGT (4WD 19인치 타이어)                                                    |           |
| -------------------- | -------------------------------------- | -------------------------------------- | --- | --- | --- | ----------------------------------------------------------------------------------- | --- | --- | ----------------------------------------------------------------------------------- | --------- |
| 전장 (mm)            | 4,475                                  | 4,475                                  | 4,475 | 4,475 | 4,475 | 4,475                                                                               | 4,475 | 4,475 | 4,475                                                                               |           |
| 전폭 (mm)            | 1,850                                  | 1,850                                  | 1,850 | 1,850 | 1,850 | 1,850                                                                               | 1,850 | 1,850 | 1,850                                                                               |           |
| 전고 (mm)            | 1,645 1,650(루프랙 적용시)             | 1,645 1,650(루프랙 적용시)             | 1,645 1,650(루프랙 적용시)                                                                                                 | 1,645 1,650(루프랙 적용시)                                                                                                 | 1,645 1,650(루프랙 적용시)                                                                                               | 1,645 1,650(루프랙 적용시)                                                          | 1,645 1,650(루프랙 적용시)                                                                                               | 1,645 1,650(루프랙 적용시)                                                                                               | 1,645 1,650(루프랙 적용시)                                                          |           |
| 축거 (mm)            | 2,670                                  | 2,670                                  | 2,670 | 2,670 | 2,670 | 2,670                                                                               | 2,670 | 2,670 | 2,670                                                                               |           |
| 윤거 (전, mm)        | 1,608                                  | 1,608                                  | 1,608 | 1,608 | 1,608 | 1,608                                                                               | 1,608 | 1,608 | 1,608                                                                               |           |
| 윤거 (후, mm)        | 1,620                                  | 1,620                                  | 1,620 | 1,620 | 1,620 | 1,620                                                                               | 1,620 | 1,620 | 1,620                                                                               |           |
| 승차 정원            | 5명                                    | 5명                                    | 5명 | 5명 | 5명 | 5명                                                                                 | 5명 | 5명 | 5명                                                                                 |           |
| 변속기               | 듀얼 클러치 자동 7단                   | 듀얼 클러치 자동 7단                   | 듀얼 클러치 자동 7단 | 수동 6단 | 자동 6단 | 자동 6단                                                                            | 수동 6단 | 자동 6단 | 자동 6단                                                                            |           |
| 서스펜션 (전/후)     | 맥퍼슨 스트럿/멀티 링크                | 맥퍼슨 스트럿/멀티 링크                | 맥퍼슨 스트럿/멀티 링크 | 맥퍼슨 스트럿/멀티 링크 | 맥퍼슨 스트럿/멀티 링크                                                                                                  | 맥퍼슨 스트럿/멀티 링크                                                             | 맥퍼슨 스트럿/멀티 링크                                                                                                  | 맥퍼슨 스트럿/멀티 링크                                                                                                  | 맥퍼슨 스트럿/멀티 링크                                                             |           |
| 구동 형식            | 전륜 구동                              | 전륜 구동                              | 전륜 구동 | 전륜 구동 | 전륜 구동 | 전륜 구동                                                                           | 4륜 구동 | 4륜 구동 | 4륜 구동                                                                            |           |
| 엔진 형식            | G4FJ                                   | G4FJ                                   | D4FD | D4HA | D4HA | D4HA                                                                                | D4HA | D4HA | D4HA                                                                                |           |
| 연료                 | 가솔린                                 | 가솔린                                 | 디젤 | 디젤 | 디젤 | 디젤                                                                                | 디젤 | 디젤 | 디젤                                                                                |           |
| 배기량 (cc)          | 1,591                                  | 1,591                                  | 1,685 | 1,995 | 1,995 | 1,995                                                                               | 1,995 | 1,995 | 1,995                                                                               |           |
| 최고 출력 (ps/rpm)   | 177/5,500                              | 177/5,500                              | 141/4,000 | 186/4,000 | 186/4,000 | 186/4,000                                                                           | 186/4,000 | 186/4,000 | 186/4,000                                                                           | 186/4,000 |
| 최대 토크 (kg*m/rpm) | 27.0/1,500~4,500                       | 27.0/1,500~4,500                       | 34.7/1,750~2,500 | 41.0/1,750~2,750 | 41.0/1,750~2,750 | 41.0/1,750~2,750                                                                    | 41.0/1,750~2,750 | 41.0/1,750~2,750 | 41.0/1,750~2,750                                                                    |           |
| 연료 탱크 용량 (ℓ)   | 62                                     | 62                                     | 62 | 62 | 62 | 62                                                                                  | 62 | 62 | 62                                                                                  |           |
| 요소수 탱크 용량 (ℓ) | -                                      | -                                      | - | - | - | -                                                                                   | - | - | -                                                                                   |           |
| 공차 중량 (kg)       | 1,515                                  | 1,525                                  | 1,565 (이후 1,565(17인치), 1,580(17인치)으로 변경)                                                                         | 1,615 (이후 1,610(17인치), 1,620(18인치)으로 변경)                                                                         | 1,640 (이후 1,635(17인치), 1,645(18인치)로 변경)                                                                         | 1,665 (이후 1,670(19인치)으로 변경)                                                 | 1,665 (이후 1,665(17인치), 1,675(18인치)로 변경)                                                                         | 1,695 (이후 1,695(17인치), 1,705(18인치)로 변경)                                                                         | 1,720 (이후 1,730(19인치)으로 변경)                                                 |           |
| 연비 (km/ℓ)          | 도심 10.6/고속 12.8/복합 11.5          | 도심 10.4/고속 12.3/복합 11.2          | 도심 14.9/고속 16.6/복합 15.6 (이후 도심 14.3/고속 16.0/복합 15.0(17인치), 도심 14.0/고속 15.4/복합 14.6(17인치)으로 변경) | 도심 14.2/고속 16.3/복합 15.0 (이후 도심 13.6/고속 15.7/복합 14.5(17인치), 도심 13.4/고속 15.6/복합 14.3(18인치)으로 변경) | 도심 13.3/고속 16.1/복합 14.4 (이후 도심 12.8/고속 15.6/복합 13.9(17인치), 도심 12.7/고속 15.2/복합 13.7(18인치)로 변경) | 도심 12.8/고속 15.3/복합 13.8 (이후 도심 12.3/고속 14.8/복합 13.3(19인치)으로 변경) | 도심 13.2/고속 15.3/복합 14.1 (이후 도심 12.4/고속 15.6/복합 13.6(17인치), 도심 12.1/고속 14.4/복합 13.1(18인치)로 변경) | 도심 11.6/고속 14.6/복합 12.8 (이후 도심 11.2/고속 14.3/복합 12.4(17인치), 도심 11.1/고속 13.8/복합 12.2(18인치)로 변경) | 도심 11.3/고속 14.2/복합 12.4 (이후 도심 11.0/고속 13.4/복합 12.0(19인치)으로 변경) |           |
| Co2 배출량 (g/km)    | 143                                    | 148                                    | 124 (이후 125(17인치), 129(17인치)로 변경)                                                                                 | 130 (이후 130(17인치), 132(18인치)로 변경)                                                                                 | 136 (이후 136(17인치), 139(18인치)로 변경)                                                                               | 143 (이후 143(19인치)으로 변경)                                                     | 139 (이후 140(17인치), 146(18인치)으로 변경)                                                                             | 155 (이후 155(17인치), 157(18인치)로 변경)                                                                               | 160 (이후 160(19인치)으로 변경)                                                     |           |

### 더 뉴 투싼(2018년8월~2020년9월)

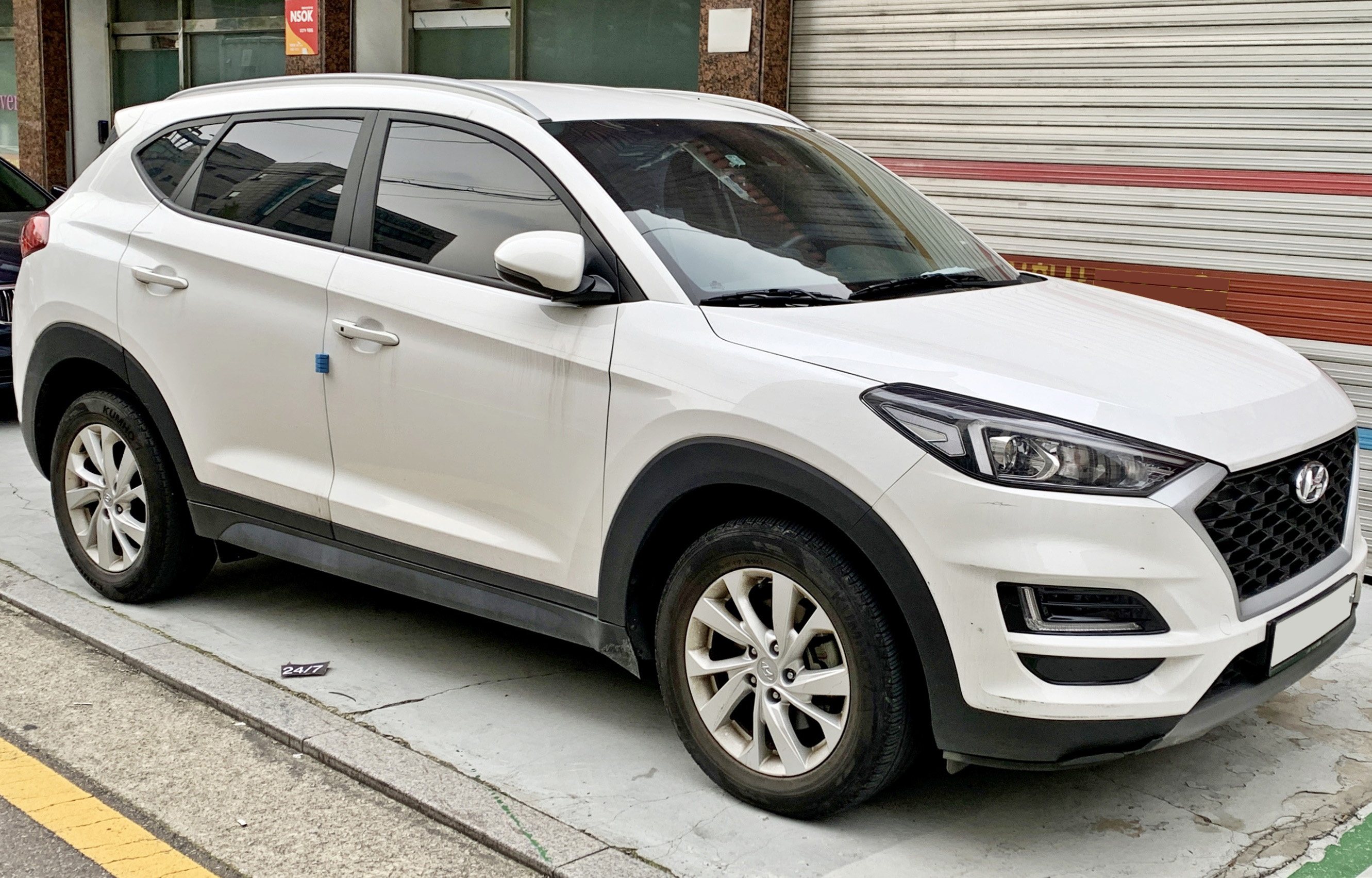
현대 더 뉴 투싼 정측면

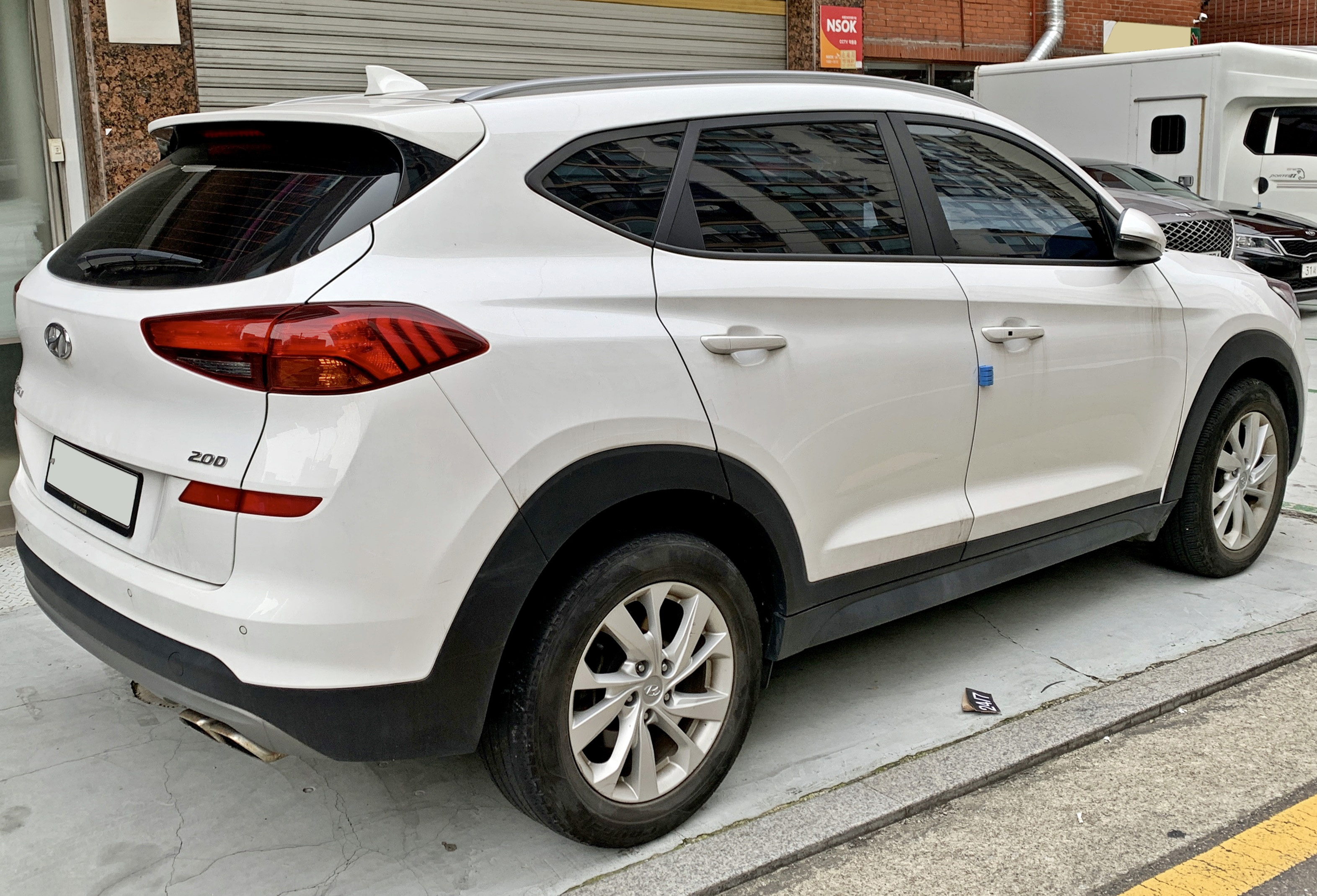
현대 더 뉴 투싼 후측면

#### 라인업
| 구분       | 1.6ℓ 가솔린 터보            | 1.6ℓ 스마트스트림 디젤             | 2.0ℓ 디젤                          |
| ---------- | --------------------------- | ---------------------------------- | ---------------------------------- |
| 더 뉴 투싼 | 모던 프리미엄 얼티밋 에디션 | 스마트 모던 프리미엄 얼티밋 에디션 | 스마트 모던 프리미엄 얼티밋 에디션 |

#### 제원
| 전장 (mm)            | 4.480                                                                        | 4.480                                                                        | 4.480                                 | 4.480                                                                        | 4.480                                                                        | 4.480                                | 4.480                                                                        | 4.480                                                                        | 4.480                                 | 4.480                                                                        | 4.480                                                                        | 4.480                                 | 4.480                                                                        | 4.480                                                                        | 4.480                                 | 4.480                                                                        | 4.480                                                                        | 4.480                                 |      |      |      |      |      |      |
| 전폭 (mm)            | 1,850                                                                        | 1,850                                                                        | 1,850                                 | 1,850                                                                        | 1,850                                                                        | 1,850                                | 1,850                                                                        | 1,850                                                                        | 1,850                                 | 1,850                                                                        | 1,850                                                                        | 1,850                                 | 1,850                                                                        | 1,850                                                                        | 1,850                                 | 1,850                                                                        | 1,850                                                                        | 1,850                                 |      |      |      |      |      |      |
| 전고 (mm)            | 1,645 1,650(루프랙 적용시)                                                   | 1,645 1,650(루프랙 적용시)                                                   | 1,645 1,650(루프랙 적용시)            | 1,645 1,650(루프랙 적용시)                                                   | 1,645 1,650(루프랙 적용시)                                                   | 1,645 1,650(루프랙 적용시)           | 1,645 1,650(루프랙 적용시)                                                   | 1,645 1,650(루프랙 적용시)                                                   | 1,645 1,650(루프랙 적용시)            | 1,645 1,650(루프랙 적용시)                                                   | 1,645 1,650(루프랙 적용시)                                                   | 1,645 1,650(루프랙 적용시)            | 1,645 1,650(루프랙 적용시)                                                   | 1,645 1,650(루프랙 적용시)                                                   | 1,645 1,650(루프랙 적용시)            | 1,645 1,650(루프랙 적용시)                                                   | 1,645 1,650(루프랙 적용시)                                                   | 1,645 1,650(루프랙 적용시)            |      |      |      |      |      |      |
| 축거 (mm)            | 2.670                                                                        | 2.670                                                                        | 2.670                                 | 2.670                                                                        | 2.670                                                                        | 2.670                                | 2.670                                                                        | 2.670                                                                        | 2.670                                 | 2.670                                                                        | 2.670                                                                        | 2.670                                 | 2.670                                                                        | 2.670                                                                        | 2.670                                 | 2.670                                                                        | 2.670                                                                        | 2.670                                 |      |      |      |      |      |      |
| 윤거 (전, mm)        | 1,608                                                                        | 1,608                                                                        | 1,608                                 | 1,608                                                                        | 1,608                                                                        | 1,608                                | 1,608                                                                        | 1,608                                                                        | 1,608                                 | 1,608                                                                        | 1,608                                                                        | 1,608                                 | 1,608                                                                        | 1,608                                                                        | 1,608                                 | 1,608                                                                        | 1,608                                                                        | 1,608                                 |      |      |      |      |      |      |
| 윤거 (후, mm)        | 1,620                                                                        | 1,620                                                                        | 1,620                                 | 1,620                                                                        | 1,620                                                                        | 1,620                                | 1,620                                                                        | 1,620                                                                        | 1,620                                 | 1,620                                                                        | 1,620                                                                        | 1,620                                 | 1,620                                                                        | 1,620                                                                        | 1,620                                 | 1,620                                                                        | 1,620                                                                        | 1,620                                 |      |      |      |      |      |      |
| 승차 정원            | 5명                                                                          | 5명                                                                          | 5명                                   | 5명                                                                          | 5명                                                                          | 5명                                  | 5명                                                                          | 5명                                                                          | 5명                                   | 5명                                                                          | 5명                                                                          | 5명                                   | 5명                                                                          | 5명                                                                          | 5명                                   | 5명                                                                          | 5명                                                                          | 5명                                   |      |      |      |      |      |      |
| 변속기               | 듀얼 클러치 자동 7단                                                         | 듀얼 클러치 자동 7단                                                         | 듀얼 클러치 자동 7단                  | 듀얼 클러치 자동 7단                                                         | 듀얼 클러치 자동 7단                                                         | 듀얼 클러치 자동 7단                 | 듀얼 클러치 자동 7단                                                         | 듀얼 클러치 자동 7단                                                         | 듀얼 클러치 자동 7단                  | 듀얼 클러치 자동 7단                                                         | 듀얼 클러치 자동 7단                                                         | 듀얼 클러치 자동 7단                  | 자동 8단                                                                     | 자동 8단                                                                     | 자동 8단                              | 자동 8단                                                                     | 자동 8단                                                                     | 자동 8단                              |      |      |      |      |      |      |
| 서스펜션 (전/후)     | 맥퍼슨 스트럿/멀티 링크                                                      | 맥퍼슨 스트럿/멀티 링크                                                      | 맥퍼슨 스트럿/멀티 링크               | 맥퍼슨 스트럿/멀티 링크                                                      | 맥퍼슨 스트럿/멀티 링크                                                      | 맥퍼슨 스트럿/멀티 링크              | 맥퍼슨 스트럿/멀티 링크                                                      | 맥퍼슨 스트럿/멀티 링크                                                      | 맥퍼슨 스트럿/멀티 링크               | 맥퍼슨 스트럿/멀티 링크                                                      | 맥퍼슨 스트럿/멀티 링크                                                      | 맥퍼슨 스트럿/멀티 링크               | 맥퍼슨 스트럿/멀티 링크                                                      | 맥퍼슨 스트럿/멀티 링크                                                      | 맥퍼슨 스트럿/멀티 링크               | 맥퍼슨 스트럿/멀티 링크                                                      | 맥퍼슨 스트럿/멀티 링크                                                      | 맥퍼슨 스트럿/멀티 링크               |      |      |      |      |      |      |
| 구동 형식            | 전륜 구동                                                                    | 전륜 구동                                                                    | 전륜 구동                             | 4륜 구동                                                                     | 4륜 구동                                                                     | 4륜 구동                             | 전륜 구동                                                                    | 전륜 구동                                                                    | 전륜 구동                             | 4륜 구동                                                                     | 4륜 구동                                                                     | 4륜 구동                              | 전륜 구동                                                                    | 전륜 구동                                                                    | 전륜 구동                             | 4륜 구동                                                                     | 4륜 구동                                                                     | 4륜 구동                              |      |      |      |      |      |      |
| 엔진 형식            | G4FJ                                                                         | G4FJ                                                                         | G4FJ                                  | G4FJ                                                                         | G4FJ                                                                         | G4FJ                                 | D4FE                                                                         | D4FE                                                                         | D4FE                                  | D4FE                                                                         | D4FE                                                                         | D4FE                                  | D4HA                                                                         | D4HA                                                                         | D4HA                                  | D4HA                                                                         | D4HA                                                                         | D4HA                                  |      |      |      |      |      |      |
| 연료                 | 가솔린                                                                       | 가솔린                                                                       | 가솔린                                | 가솔린                                                                       | 가솔린                                                                       | 가솔린                               | 디젤                                                                         | 디젤                                                                         | 디젤                                  | 디젤                                                                         | 디젤                                                                         | 디젤                                  | 디젤                                                                         | 디젤                                                                         | 디젤                                  | 디젤                                                                         | 디젤                                                                         | 디젤                                  | 디젤 | 디젤 | 디젤 | 디젤 | 디젤 | 디젤 |
| 배기량 (cc)          | 1.591                                                                        | 1.591                                                                        | 1.591                                 | 1.591                                                                        | 1.591                                                                        | 1.591                                | 1.598                                                                        | 1.598                                                                        | 1.598                                 | 1.598                                                                        | 1.598                                                                        | 1.598                                 | 1.995                                                                        | 1.995                                                                        | 1.995                                 | 1.995                                                                        | 1.995                                                                        | 1.995                                 |      |      |      |      |      |      |
| 최고 출력 (ps/rpm)   | 177/5,500                                                                    | 177/5,500                                                                    | 177/5,500                             | 177/5,500                                                                    | 177/5,500                                                                    | 177/5,500                            | 136/4,000                                                                    | 136/4,000                                                                    | 136/4,000                             | 136/4,000                                                                    | 136/4,000                                                                    | 136/4,000                             | 186/4,000                                                                    | 186/4,000                                                                    | 186/4,000                             | 186/4,000                                                                    | 186/4,000                                                                    | 186/4,000                             |      |      |      |      |      |      |
| 최대 토크 (kg*m/rpm) | 27.0/1,500~4,500                                                             | 27.0/1,500~4,500                                                             | 27.0/1,500~4,500                      | 27.0/1,500~4,500                                                             | 27.0/1,500~4,500                                                             | 27.0/1,500~4,500                     | 32.6/2,000~2,250                                                             | 32.6/2,000~2,250                                                             | 32.6/2,000~2,250                      | 32.6/2,000~2,250                                                             | 32.6/2,000~2,250                                                             | 32.6/2,000~2,250                      | 41.0/1,750~2,750                                                             | 41.0/1,750~2,750                                                             | 41.0/1,750~2,750                      | 41.0/1,750~2,750                                                             | 41.0/1,750~2,750                                                             | 41.0/1,750~2,750                      |      |      |      |      |      |      |
| 연료 탱크 용량 (ℓ)   | 62                                                                           | 62                                                                           | 62                                    | 62                                                                           | 62                                                                           | 62                                   | 62                                                                           | 62                                                                           | 62                                    | 62                                                                           | 62                                                                           | 62                                    | 62                                                                           | 62                                                                           | 62                                    | 62                                                                           | 62                                                                           | 62                                    |      |      |      |      |      |      |
| 요소수 탱크 용량 (ℓ) | -                                                                            | -                                                                            | -                                     | -                                                                            | -                                                                            | -                                    | 14                                                                           | 14                                                                           | 14                                    | 14                                                                           | 14                                                                           | 14                                    | 14                                                                           | 14                                                                           | 14                                    | 14                                                                           | 14                                                                           | 14                                    |      |      |      |      |      |      |
| 공차 중량 (kg)       | 1,515(17인치)/ 1,535(18인치)                                                 | 1,515(17인치)/ 1,535(18인치)                                                 | 1,565(19인치)                         | 1,580(17인치)/ 1,600(18인치)                                                 | 1,580(17인치)/ 1,600(18인치)                                                 | 1,630(19인치)                        | 1,580(17인치)/ 1,600(18인치)                                                 | 1,580(17인치)/ 1,600(18인치)                                                 | 1,630(19인치)                         | 1,645(17인치)/ 1,665(18인치)                                                 | 1,645(17인치)/ 1,665(18인치)                                                 | 1,695(19인치)                         | 1,670(17인치)/ 1,680(18인치)                                                 | 1,670(17인치)/ 1,680(18인치)                                                 | 1,725(19인치)                         | 1,720(17인치)/ 1,730(18인치)                                                 | 1,720(17인치)/ 1,730(18인치)                                                 | 1,775(19인치)                         |      |      |      |      |      |      |
| 연비 (km/ℓ)          | 도심 11.0/고속 13.1/복합 11.9(17인치)/ 도심 10.8/고속 12.7/복합 11.6(18인치) | 도심 11.0/고속 13.1/복합 11.9(17인치)/ 도심 10.8/고속 12.7/복합 11.6(18인치) | 도심 10.6/고속 12.4/복합 11.3(19인치) | 도심 10.3/고속 11.7/복합 10.9(17인치)/ 도심 10.0/고속 11.8/복합 10.7(18인치) | 도심 10.3/고속 11.7/복합 10.9(17인치)/ 도심 10.0/고속 11.8/복합 10.7(18인치) | 도심 9.8/고속 11.3/복합 10.4(19인치) | 도심 15.3/고속 17.6/복합 16.3(17인치)/ 도심 15.0/고속 16.8/복합 15.8(18인치) | 도심 15.3/고속 17.6/복합 16.3(17인치)/ 도심 15.0/고속 16.8/복합 15.8(18인치) | 도심 14.7/고속 16.2/복합 15.3(19인치) | 도심 13.9/고속 15.2/복합 14.4(17인치)/ 도심 13.4/고속 15.1/복합 14.1(18인치) | 도심 13.9/고속 15.2/복합 14.4(17인치)/ 도심 13.4/고속 15.1/복합 14.1(18인치) | 도심 13.4/고속 14.5/복합 13.8(19인치) | 도심 13.2/고속 16.2/복합 14.4(17인치)/ 도심 13.2/고속 15.3/복합 14.1(18인치) | 도심 13.2/고속 16.2/복합 14.4(17인치)/ 도심 13.2/고속 15.3/복합 14.1(18인치) | 도심 12.9/고속 15.1/복합 13.8(19인치) | 도심 12.3/고속 14.3/복합 13.1(17인치)/ 도심 11.8/고속 13.9/복합 12.7(18인치) | 도심 12.3/고속 14.3/복합 13.1(17인치)/ 도심 11.8/고속 13.9/복합 12.7(18인치) | 도심 11.6/고속 13.6/복합 12.4(19인치) |      |      |      |      |      |      |
| Co2 배출량 (g/km)    | 141(17인치)/ 144(18인치)                                                     | 141(17인치)/ 144(18인치)                                                     | 148(19인치)                           | 154(17인치)/ 157(18인치)                                                     | 154(17인치)/ 157(18인치)                                                     | 162(19인치)                          | 115(17인치)/ 118(18인치)                                                     | 115(17인치)/ 118(18인치)                                                     | 122(19인치)                           | 130(17인치)/ 134(18인치)                                                     | 130(17인치)/ 134(18인치)                                                     | 137(19인치)                           | 131(17인치)/ 134(18인치)                                                     | 131(17인치)/ 134(18인치)                                                     | 137(19인치)                           | 145(17인치)/ 151(18인치)                                                     | 145(17인치)/ 151(18인치)                                                     | 154(19인치)                           |      |      |      |      |      |      |

## 4세대(NX4)

### 디 올 뉴 투싼(2020년9월~2023년11월)

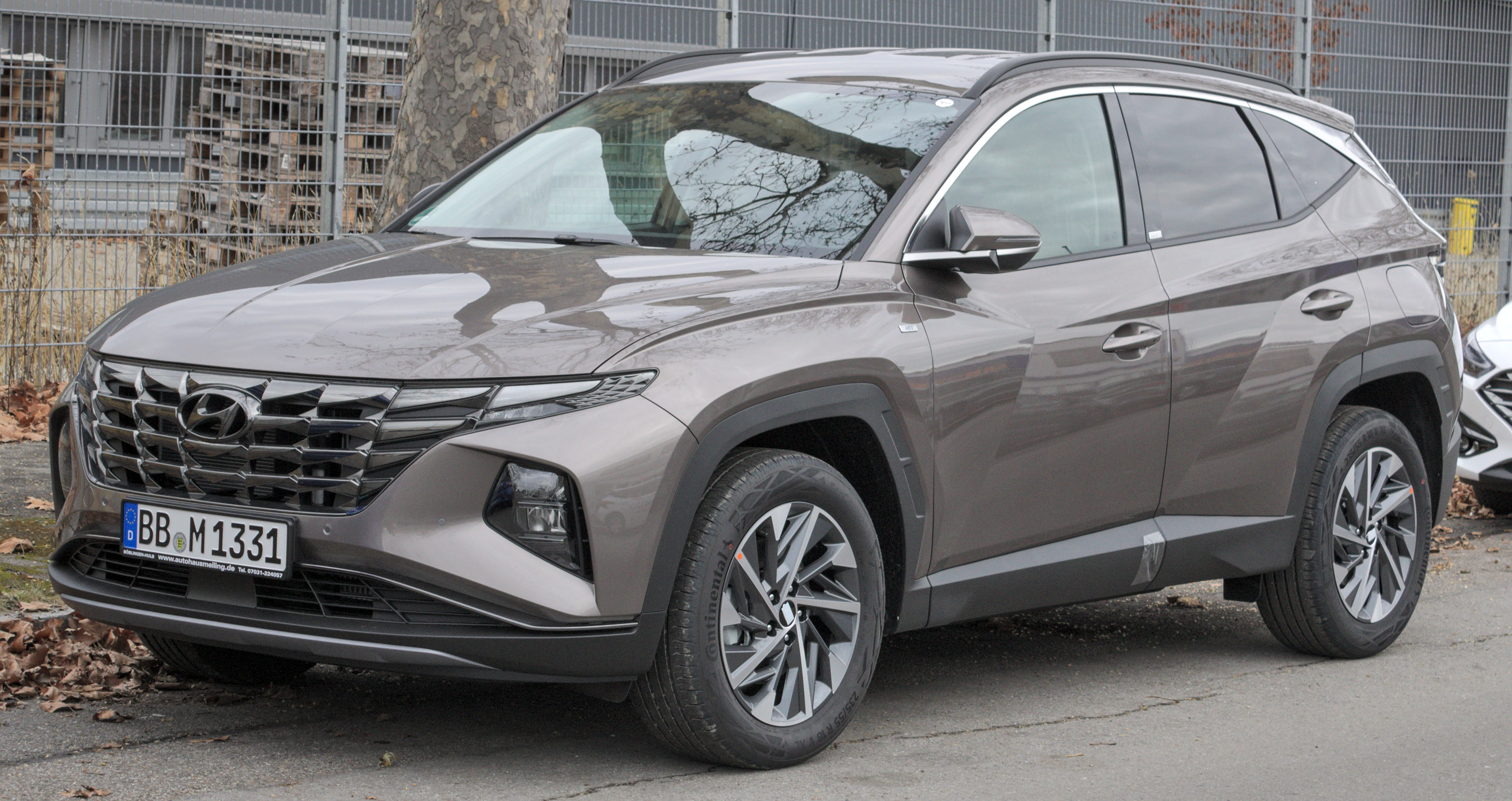
현대 디 올 뉴 투싼 정측면 (숏휠베이스 사양)

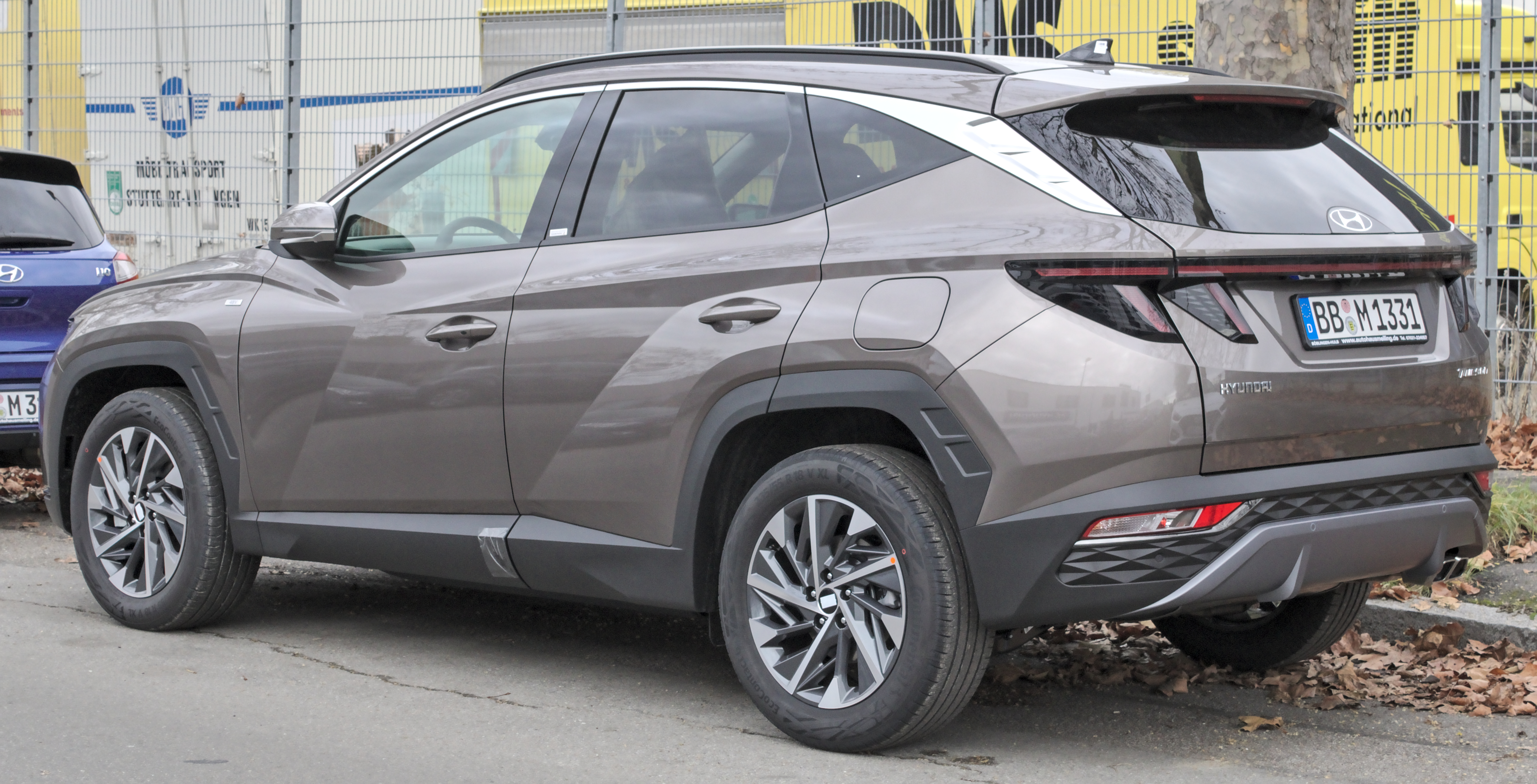
현대 디 올 뉴 투싼 후측면 (숏휠베이스 사양)

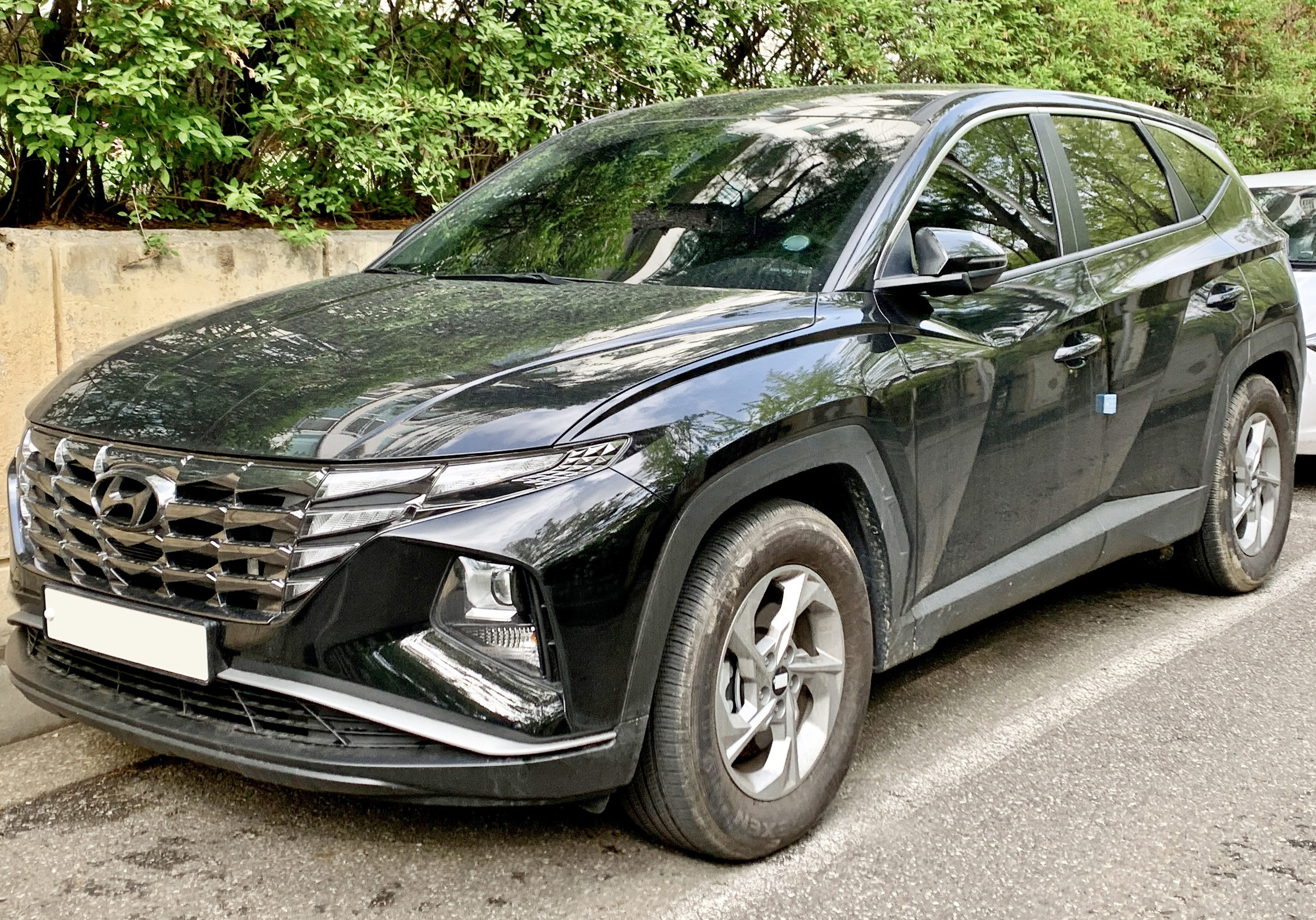
현대 디 올 뉴 투싼 정측면 (롱휠베이스 사양)

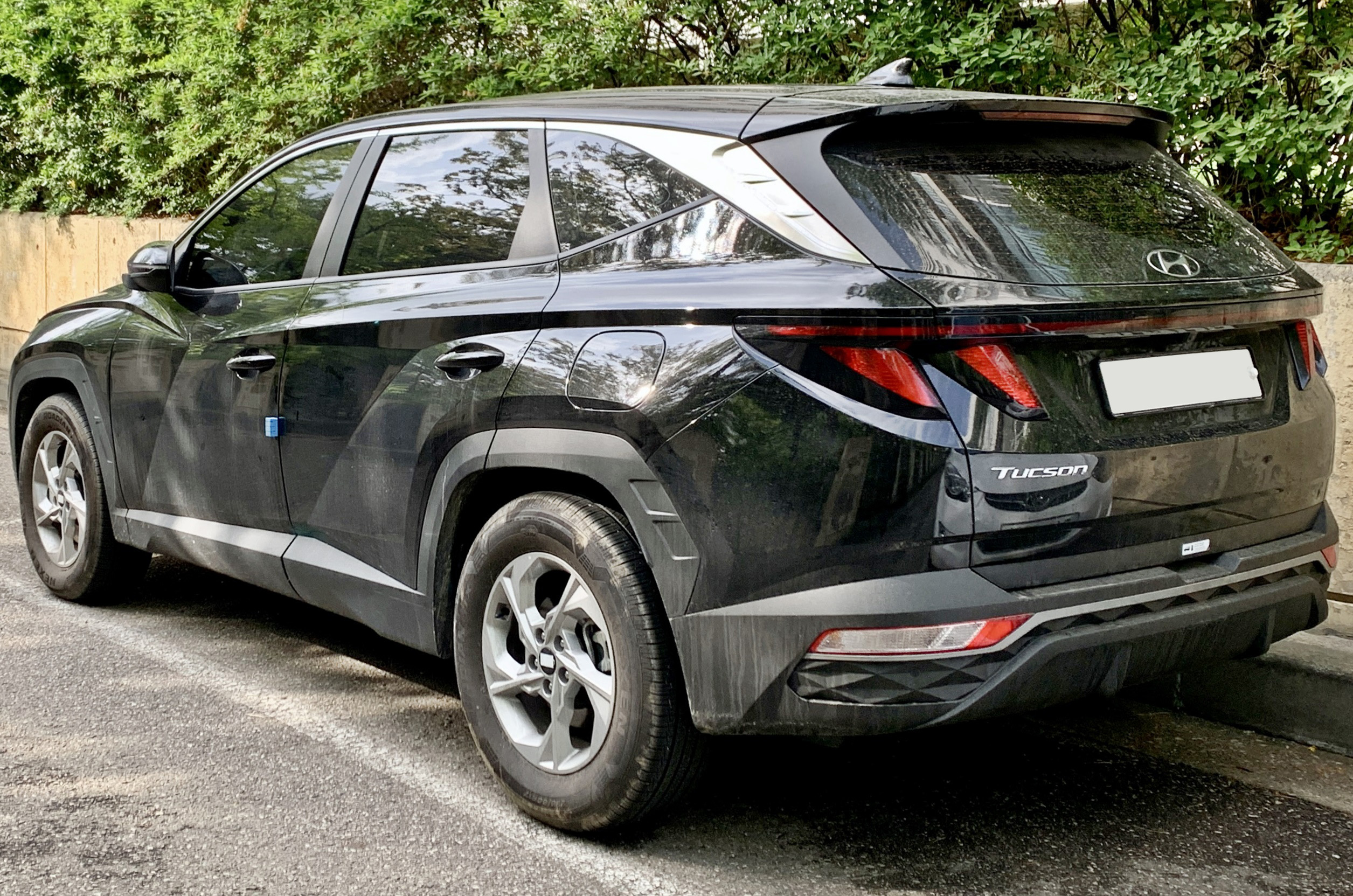
현대 디 올 뉴 투싼 후측면 (롱휠베이스 사양)

2020년 9월 3일 티저 이미지 공개 후 9월 15일에 내외관 디자인 및 주요 사양 등이 공개되었다. 이번 투싼은 2015년 3세대 출시 이후 6년만에 진화한 4세대 모델이다. 현대자동차 디자인 정체성인 '센슈어스 스포티니스'가 적용되어 혁신적이고 스포티한 모습을 보여준다. 전면부는 파라메트릭 쥬얼 히든 램프를 적용해 강한 인상을 주며, 측면부는 길어진 전장(4,630mm)과 축간거리(2,755mm), 짧은 전방 오버행을 갖춰 정지한 상태에서도 앞으로 달려나가는 듯한 역동적인 모습을 보여준다. 후면부는 후미등 점등시 삼각형 형상이 모습을 드러내는 히든 라이팅 기법을 적용했다. 실내는 풀터치 방식의 센터페시아, 전자식 변속버튼(SBW) 등이 적용되었다. 특히 운전석에는 클러스터 하우징이 없는 개방형 클러스터가 적용되었다. 외장 컬러는 오션 인디고 펄, 실키 브론즈 메탈릭, 쉬머링 실버, 타이탄 그레이, 크림슨 레드, 아마존 그레이, 팬텀 블랙, 화이트 크림이 있으며, 내장 컬러는 블랙, 인디고, 브라운, 그레이가 있다.
유럽, 중동, 멕시코 등에는 숏휠베이스 모델을, 국내와 북미 등에는 롱휠베이스 모델을 판매한다. 롱휠베이스 모델은 휠베이스가 75mm 더 길며 전장이 130mm 더 길다.
플러그인 하이브리드는 전량 수출용이다. 오른쪽 리어 펜더에 전기 충전구가 있다.
2021년 12월 15일 개봉한 영화 <스파이더맨: 노 웨이 홈> 에 투싼 하이브리드가, 2022년 2월 16일 개봉한 플레이스테이션 인기 게임 기반의 영화 <언차티드>에 오프로드 콘셉트로 개조한 투싼 비스트가 등장한다.
다만 후방 방향지시등의 위치가 범퍼에 위치해 있어 시인성을 저하시킨다는 논란도 있다.

### 더 뉴 투싼(2023년12월~현재)

#### 제원
| 구분                 | 스마트스트림 가솔린 1.6 터보         | 스마트스트림 디젤 2.0                |
| -------------------- | ------------------------------------ | ------------------------------------ |
| 전장 (mm)            | 4,630                                | 4,630                                |
| 전폭 (mm)            | 1,865                                | 1,865                                |
| 전고 (mm)            | 1,665                                | 1,665                                |
| 축거 (mm)            | 2,755                                | 2,755                                |
| 윤거 (전, mm)        | 1,620(17″) / 1,615(18″) / 1,615(19″) | 1,620(17″) / 1,615(18″) / 1,615(19″) |
| 윤거 (후, mm)        | 1,627(17″) / 1,622(18″) / 1,622(19″) | 1,627(17″) / 1,622(18″) / 1,622(19″) |
| 엔진 형식            | Smartstream G1.6T                    | Smartstream D2.0                     |
| 배기량(cc)           | 1,598                                | 1,998                                |
| 최고출력 (PS/rpm)    | 180 / 5,500                          | 186 / 4,000                          |
| 최대 토크 (kg*m/rpm) | 27.0 / 1,500 ~ 4,500                 | 42.5 / 2,000 ~ 2,750                 |
| 연료 탱크 용량 (ℓ)   | 54                                   | 54                                   |

### 더 뉴 투싼(2023년12월~현재)

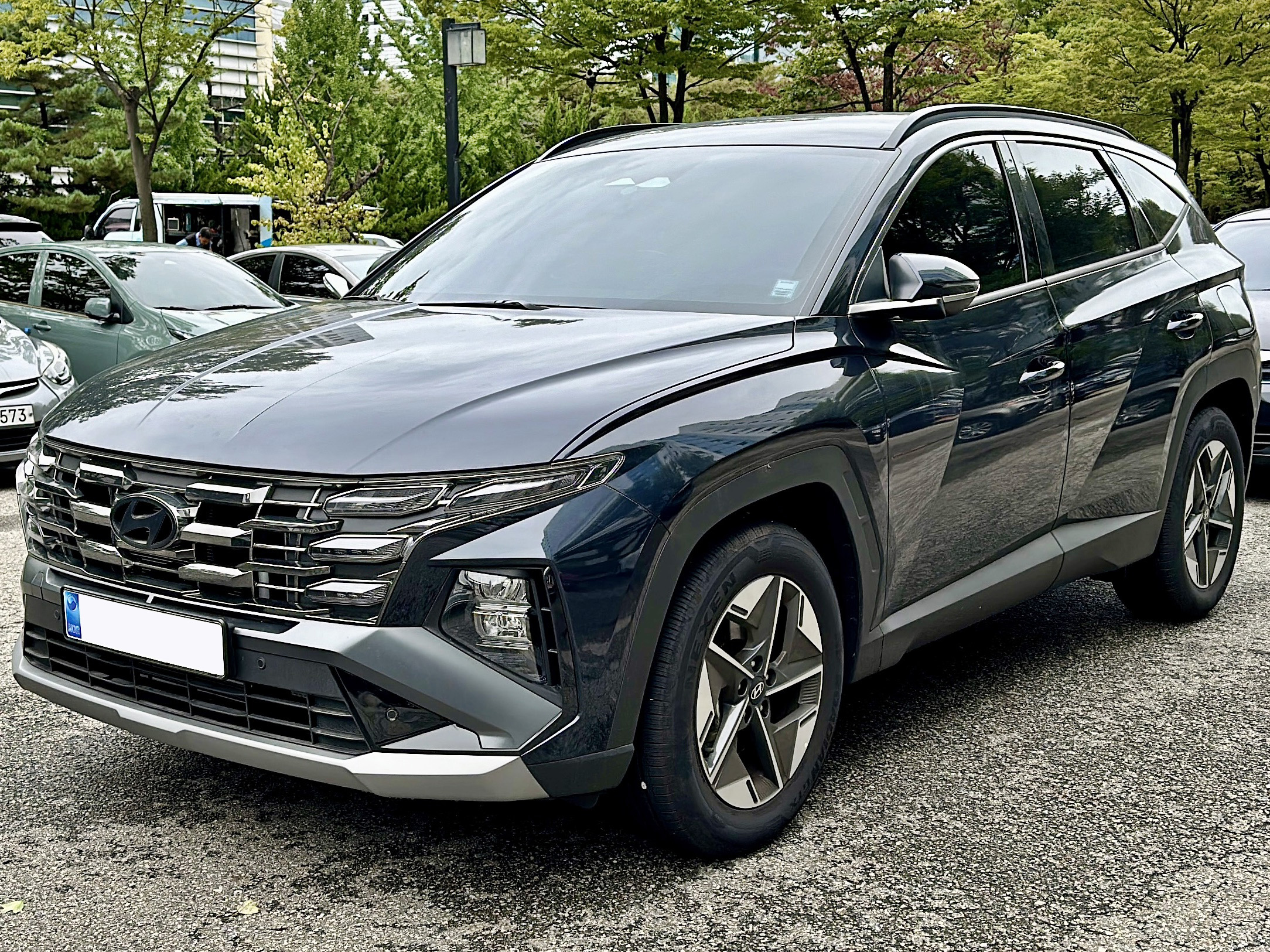
현대 더 올 뉴 투싼(FL) 정측면

2023년 11월 21일 디자인이 공개되었으며 동년 12월 6일 출시됐다.
외장의 변화 폭은 적으며, 기존 모델의 ‘파라메트릭 다이나믹스(Parametric Dynamics)’ 테마를 계승했다. 전면부는 각진 형상으로 다듬은 라디에이터 그릴과 주간주행등 역할을 하는 파라메트릭 쥬얼 히든 램프가 적용되었으며 후면부의 범퍼 몰딩과 일체화된 스키드 플레이트는 가로방향으로 확대해 차가 더 넓어보인다고 한다.

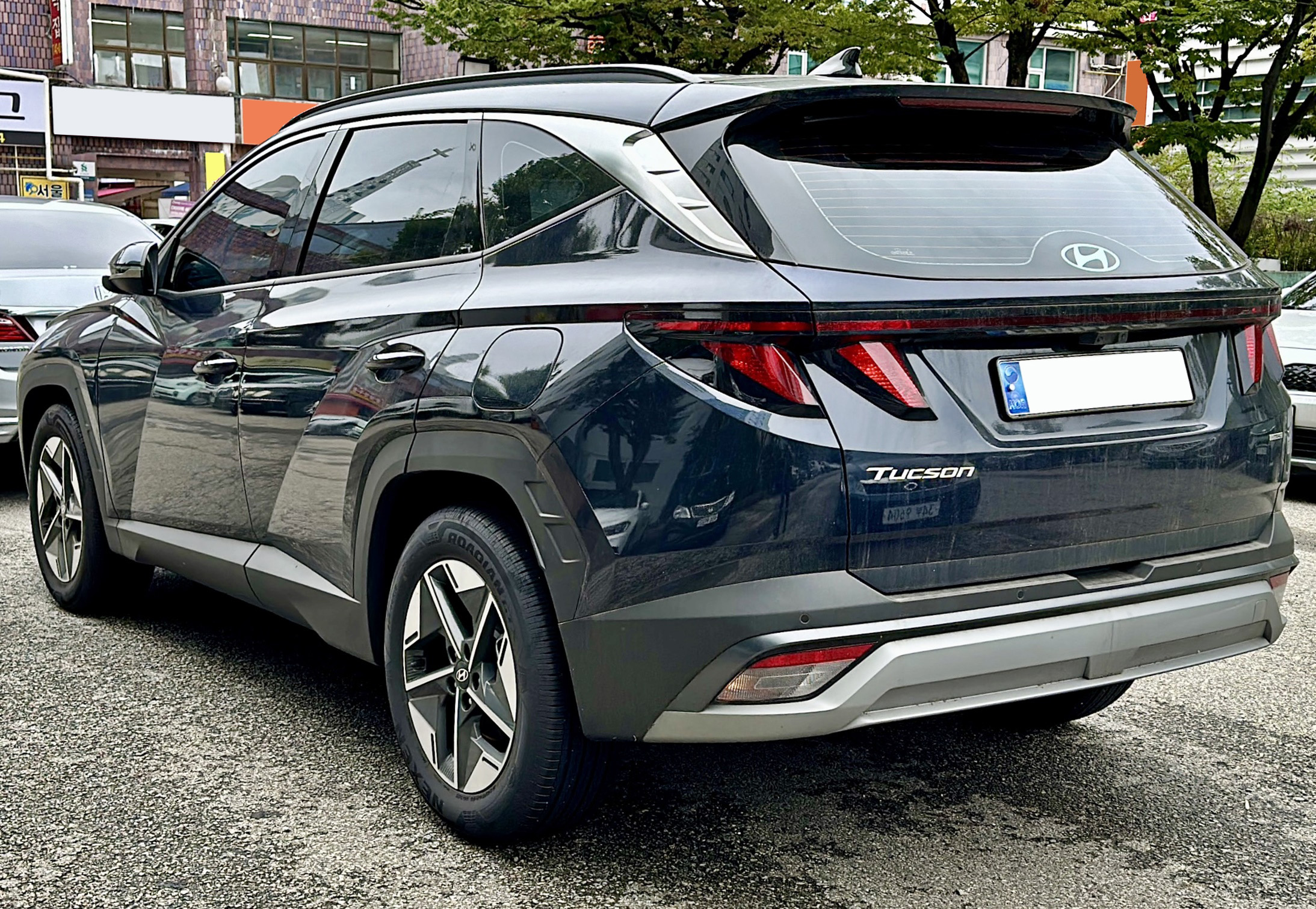
현대 더 올 뉴 투싼(FL) 후측면

N 라인 전용 라디에이터 그릴과 19인치 알로이 휠, 스포티한 디자인의 전후면 범퍼 및 스키드 플레이트, 바디컬러 사이드 가니시 및 클래딩, 싱글 트윈팁 머플러 등을 적용해 스포티한 이미지를 강조한 N 라인 모델이 함께 운영된다.
실내는 파노라믹 커브드 디스플레이와 컬럼식 자동변속기, 플로팅 콘솔 등을 탑재했다.
12.3인치 클러스터와 인포테인먼트 시스템이 연결된 파노라믹 커브드 디스플레이는 차세대 인포테인먼트 시스템 ‘ccNC’가 적용되어 무선 소프트웨어 업데이트, 블루링크 스트리밍 서비스 등을 제공한다. 플로팅 콘솔에는 스마트폰 무선 충전 시스템과 컵홀더를 병렬로 배치해 공간 활용도와 사용성을 높였다.
실시간으로 주행중인 노면을 판단해 주행모드를 선택하는 오토 터레인 모드, 고속 주행 안정성을향상시키는 횡풍 안정성 제어 등의 주행 기술을 탑재했으며 하이브리드 모델에는 구동 모터를 활용해 주행성능과 승차감을 향상시키는 ‘E-모션 드라이브’가 적용됐다.
바닥 카펫에 보강재 추가 및 운전석 하단 커버, B필러에 흡차음재 추가, 전륜 휠가드, C필러의 흡차음재 면적 확대로 흡음 성능이 개선됐다.
무선 연결 기능이 적용된 애플 카플레이 및 안드로이드 오토, 디지털 키 2, 실내 지문인증 시스템, HUD, 후석승객알림(ROA), 빌트인 캠 2, 아웃사이드 미러 및 운전석 자세 메모리 시스템 등을 탑재했다.
외장 색상은 신규 색상인 파인 그린 매트, 얼티메이트 레드 메탈릭을 포함해 티타늄 그레이 매트(N 라인 전용)등 총 9종이 운영되며 내장 색상은 그린/블랙/그레이 조합 등 5종이 운영된다.

## 5세대(NX5)

### 2026 투싼(2025년8월~현재)
2025년 8월 7일에 투싼의 연식변경 모델 ‘2026 투싼’이 출시됐다.
2026 투싼은 기본 트림인 모던에 후측방 충돌 경고, 후측방 충돌방지 보조 등의 안전 사양과 가죽 스티어링 휠, 1열 열선시트 등이 기본 탑재됐다.
2026 투싼 H-Pick 트림은 주력 트림인 프리미엄에 전방 충돌방지 보조, 스마트 크루즈 컨트롤, 어드밴스드 후석 승객 알림, 고속도로 주행 보조 등이 추가됐다.
또한 2026 투싼에는 블랙 컬러의 전∙후면 범퍼, 전∙후면 스키드 플레이트, 19인치 전용 휠 등을 적용한 ‘블랙 익스테리어’를 운영한다.
2026 투싼의 판매 가격은 1.6 터보 가솔린 모델의 모던 트림 2,805만 원, 프리미엄 트림 3,069만 원, H-Pick 트림 3,156만 원, 인스퍼레이션 트림 3,407만 원, 1.6 터보 하이브리드 모델의 모던 트림 3,270만 원, 프리미엄 트림 3,514만 원, H-Pick 트림 3,597만 원, 인스퍼레이션 트림 3,861만 원이다.
투싼 N 라인은 1.6 터보 가솔린 3,491만 원, 1.6 터보 하이브리드 3,925만 원이다.

## 역대 슬로건

### 1세대(JM)
- 자유본능 SUV (투싼)
- 내안의 자유본능 (투싼)

### 2세대(LM)
- Sexy Utility Vehicle (투싼 ix)
- SUV는 SUV답게 (뉴 투싼 ix)

### 3세대(TL)
- NO FEAR. GO. DYNAMIC. (올 뉴 투싼)
- FEVER or NEVER (올 뉴 투싼)
- Balanced Dynamic (더 뉴 투싼)

### 4세대(NX4)
- STAY (디 올 뉴 투싼)
- Spacious (디 올 뉴 투싼)
- 날개를 달다 (더 뉴 투싼)

## 수상 내역
- 미국 카 앤 드라이버 <2025 에디터스 초이스 어워즈> - '콤팩트 하이브리드 SUV' 부문 (투싼 하이브리드)
- 미국 US 뉴스 앤드 월드 리포트 <2025 최고의 고객가치상> - '최고의 콤팩트 SUV' 부문
- 미국 US 뉴스 앤드 월드 리포트 <2025 최고의 고객가치상> - '최고의 플러그인 하이브리드 SUV' 부문 (투싼 플러그인 하이브리드)